# Kate Winslet
Kate Winslet (prononcé en anglais britannique : [keɪt wɪnzlɛt],), née le 5 octobre 1975 à Reading, dans le Berkshire, en Angleterre, au (Royaume-Uni), est une actrice et productrice britannique.
Commençant sa carrière à la télévision britannique en 1991 avec la série Dark Season, elle fait ses débuts au cinéma en 1994 dans Créatures célestes, film pour lequel elle reçoit son premier éloge notable de la part de la critique. Elle gagne ensuite en reconnaissance pour son interprétation dans Raison et Sentiments, mais la consécration arrive surtout en incarnant le rôle de Rose Dewitt-Bukater dans Titanic, aux côtés de Leonardo DiCaprio, qui apporte à l'actrice une notoriété internationale en 1997 à seulement 22 ans.
Depuis 2000, les interprétations de Kate Winslet continuent à attirer des commentaires positifs de la part des critiques cinématographiques, l'actrice étant nommée pour plusieurs prix pour ses prestations dans des films tels que Quills, la plume et le sang, Iris, Eternal Sunshine of the Spotless Mind, Neverland, Little Children, The Reader et Les Noces rebelles.
Elle est la plus jeune actrice à cumuler six nominations pour les Oscars. Elle cumule un total de sept nominations, remportant l'Oscar de la meilleure actrice pour son rôle dans le film The Reader, en février 2009.
Elle a été également récompensée, entre autres, aux Screen Actors Guild Awards, BAFTA, à l'Hollywood Foreign Press Association, et nommée à deux reprises aux Emmy Awards pour ses rôles à la télévision, remportant l'Emmy de la meilleure actrice dans une mini-série pour Mildred Pierce. En 2012, elle a remporté un César d'honneur pour l'ensemble de sa carrière.
En 2021, sa prestation dans la mini-série Mare of Easttown, pour laquelle elle fait ses débuts de productrice, lui vaut les éloges de la critique et d'obtenir l'Emmy Award et le Golden Globe de la meilleure actrice pour une mini-série ou un téléfilm.

## Biographie

### Jeunesse et formation
Kate Elizabeth Winslet est née le 5 octobre 1975 à Reading, Berkshire, (Angleterre, Royaume-Uni). Elle est la fille de Sally Anne (née Bridges) et de Roger John Winslet,. Elle est d'ascendances irlandaise du côté de son père et suédoise du côté de sa mère. Sa mère a travaillé comme nounou et serveuse et son père, un acteur en difficulté, a pris des emplois pour soutenir la famille,. Ses grands-parents maternels étaient tous les deux acteurs et dirigeaient la Reading Repertory Theatre Company. Winslet a deux sœurs, Anna et Beth, toutes deux actrices, et un jeune frère, Joss. La famille avait des moyens financiers limités, vivant de repas gratuits et étaient soutenus par un organisme de bienfaisance nommé Actor's Charitable Trust.
Quand Winslet a dix ans, son père se blesse gravement au pied dans un accident de bateau. Son handicap lui pose des difficultés pour travailler, et mène la famille à de plus grandes difficultés financières. Kate Winslet a dit que ses parents les faisaient toujours se sentir choyés et qu'ils formaient une famille solidaire.

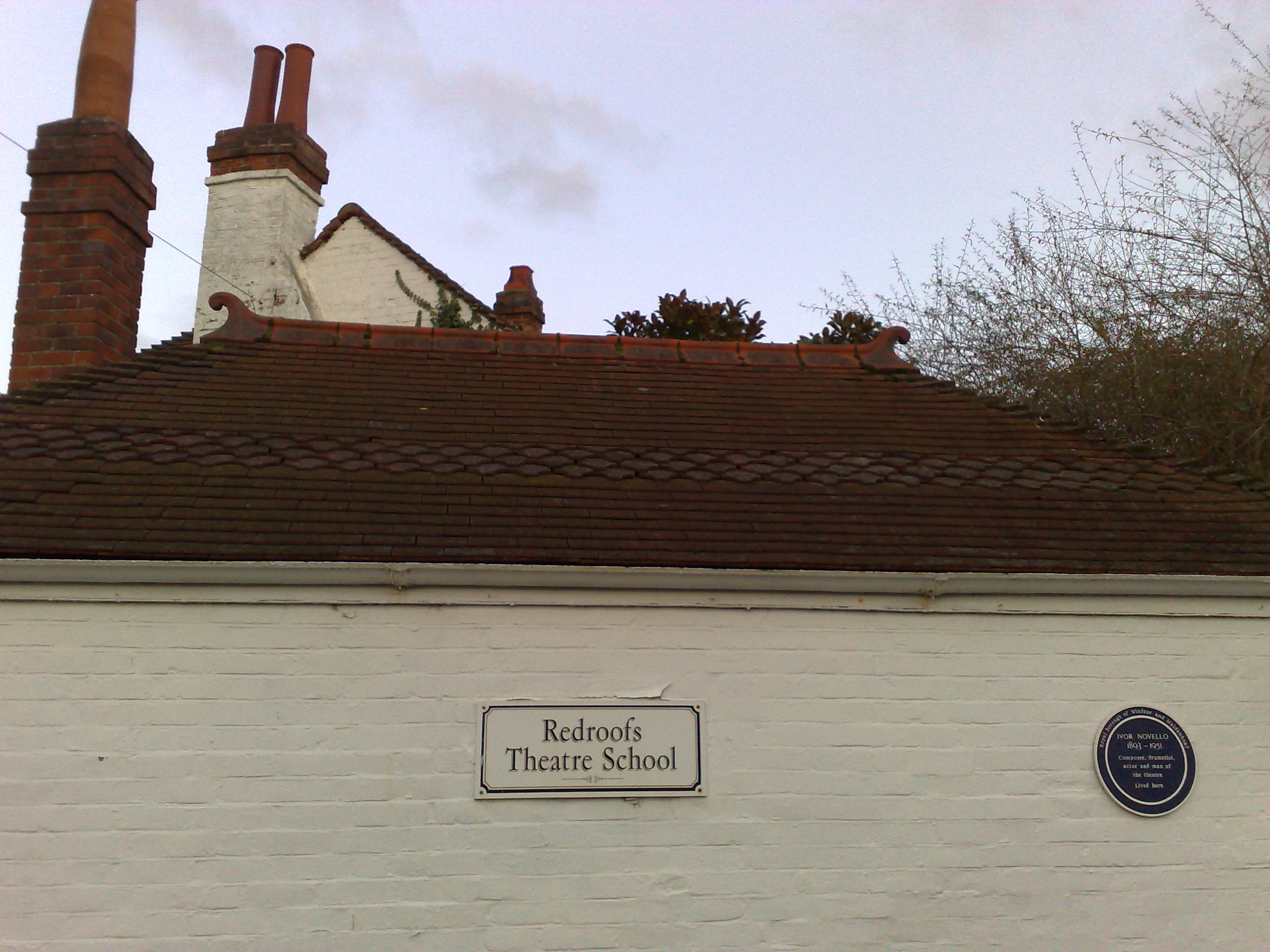
La Redroofs Theatre School, à Maidenhead, où Kate Winslet a fait ses études.

Winslet a fréquenté l'école primaire de St Mary and All Saints' Church of England. La vie dans une famille d'acteurs l'a inspirée à poursuivre à devenir actrice dès son jeune âge. Avec ses sœurs, elle participé à des spectacles amateurs à l'école et à un théâtre de jeunesse local, nommé Foundations,. Quand elle a cinq ans, Winslet a fait sa première apparition sur scène en tant que Marie dans la production de son école de la Nativité. Elle s'est décrite comme une enfant en surpoids; elle a été surnommée « graisse de baleine » par ses camarades de classe et a été victime d'intimidation pour son apparence,. Elle a dit qu'elle n'a pas laissé cela la vaincre. À onze ans, Winslet a été acceptée à la Redroofs Theatre School à Maidenhead. L'école a également fonctionné comme une agence et a emmené des étudiants à Londres pour auditionner pour des emplois d'acteur,. Elle est apparue dans une publicité de Sugar Puffs (en) et fait du doublage pour des films étrangers,. À l'école, elle est nommée « préfète en chef », prend part aux productions des Aventures d'Alice au Pays des Merveilles et du Lion, la Sorcière blanche et l'Armoire magique, puis joue le rôle principal de Wendy Darling dans Peter Pan. Elle a travaillé simultanément avec la Starmaker Theatre Company à Reading. Elle a participé à plus de vingt de leurs productions scéniques, mais a rarement été choisie comme rôle principal en raison de son poids. Néanmoins, elle a joué des rôles clés en tant que Miss Agatha Hannigan dans Annie, la mère loup dans Le livre de la jungle et Lena Marelli dans Bugsy Malone,.

### Débuts et révélation critique (1991-1996)
En 1991, moins de deux semaines après avoir terminé ses examens GCSE, Winslet a fait ses débuts à l'écran en tant que l'un des principaux membres de la distribution de la série télévisée de science-fiction de la BBC Dark Season,. Elle tient le rôle de Reet, une écolière qui aide ses camarades de classe à lutter contre un homme sinistre distribuant des ordinateurs gratuits à son école,. Elle n'a pas obtenu beaucoup de travail et à seize ans, un manque de fonds force Winslet à quitter Redroofs. Pour subvenir à ses besoins, elle a travaillé dans une épicerie fine. En 1992, elle a eu un petit rôle dans le téléfilm Anglo-Saxon Attitudes, une adaptation du roman satirique d'Angus Wilson,. Winslet, qui pesait 84 kg à l'époque, y jouait la fille d'une femme obèse. Pendant le tournage, un commentaire désinvolte du réalisateur Diarmuid Lawrence sur la ressemblance entre elle et l'actrice qui jouait sa mère a incité Winslet à perdre du poids. Elle a ensuite pris le rôle de la jeune fille d'un self-made man en faillite (joué par Ray Winstone) dans la sitcom télévisée Get Back (1992–93),. Elle a également eu un rôle d'invité dans un épisode de 1993 de la série médical Casualty.

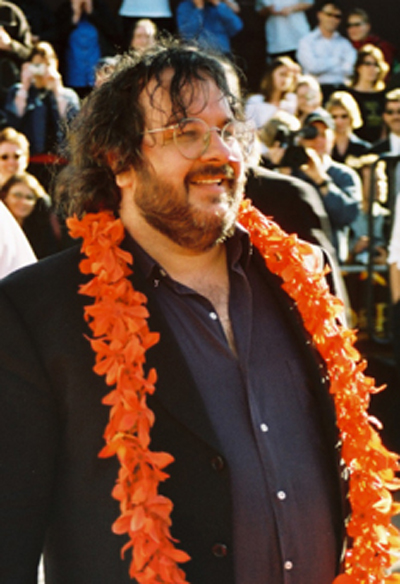
Le réalisateur Peter Jackson (ici en 2001), qui a donné le premier rôle de Winslet au cinéma, Créatures célestes.

Alors qu'elle a dix-sept ans, Winslet fait partie des 175 filles à auditionner pour tenir l'un des rôles principaux du drame psychologique Créatures célestes, réalisé par Peter Jackson, dont le tournage doit débuter en mars 1993 en Nouvelle-Zélande. Elle est finalement choisie après avoir impressionné Jackson par l'intensité qu'elle apportait à son rôle. La production néo-zélandaise est basée sur l'affaire Parker-Hulme qui s'est déroulée en 1954, dans laquelle la jeune actrice incarne Juliet Hulme, une adolescente qui aide son amie Pauline Parker, jouée par Melanie Lynskey, dont c'est le premier rôle, dans l'assassinat de la mère de Parker. Pour se préparer au rôle, Winslet s'est mise à lire les transcriptions du procès pour meurtre des deux adolescentes, leurs lettres et leurs journaux intimes, et a interagi avec leurs connaissances. Elle a dit qu'elle avait énormément appris de son travail pour ce film. Jackson a filmé dans les vrais lieux où le meurtre s'est déroulé et l'expérience a traumatisé Winslet, car elle a eu du mal à se détacher de son personnage et a souvent pleuré après son retour à la maison.
Malgré un succès commercial assez modeste au box-office lors de sa sortie en salles en 1994, Créatures célestes est largement bien reçu par la critique, qui salue la prestation de l'actrice comme une révélation,. Le critique Desson Thomson du Washington Post a noté que l'actrice est « une boule de feu aux yeux brillants, éclairant chaque scène dans laquelle elle se trouve ». Winslet a enregistré Juliet's Aria pour la bande originale du film. Sa prestation lui vaut d'obtenir l'Empire Award de la meilleure actrice britannique et le London Film Critics Circle Award de la meilleure actrice britannique.
Cette année-là également, elle est apparue dans le rôle de la future secrétaire Geraldine Barclay dans la pièce What the Butler Saw de Joe Orton jouée au Royal Exchange Theatre.
Après le succès d'estime de Créatures célestes, Kate Winslet figure au générique du film Un visiteur chez le roi Arthur, produit par Walt Disney Pictures. Néanmoins, le film est un échec critique et commercial,,.

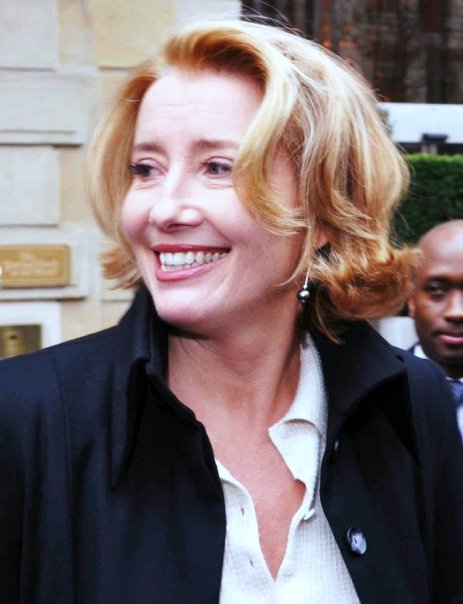
Emma Thompson (ici en 2009), scénariste et actrice de Raison et Sentiments.

Tout en faisant la promotion de Créatures célestes à Los Angeles, Kate Winslet auditionne pour le rôle mineur de Lucy Steele pour l'adaptation cinématographique de Raison et Sentiments de Jane Austen qu'a écrit l'actrice et scénariste Emma Thompson, qui tient le rôle d'Elinor Dashwood. Impressionnée par la lecture de la jeune actrice, Thompson décide de lui confier un rôle plus important, celui de l'adolescente romantiquement imprudente Marianne Dashwood. Voulant qu'elle joue le rôle avec grâce et retenue, aspects qui lui manquaient selon lui dans Créatures célestes, Ang Lee, le réalisateur, lui a demandé de pratiquer le tai-chi, de lire de la littérature gothique et d'apprendre à jouer au piano. Le critique David Parkinson de Radio Times considère Winslet comme une vedette parmi le casting tandis que Mick LaSalle du San Francisco Chronicle note à quel point elle a bien décrit l'évolution et la maturité de son personnage,. Le rôle de Winslet dans Raison et Sentiments lui a permis d'être reconnue comme une actrice importante. Le film remporte un succès commercial, avec 135 millions de dollars de recettes au box-office mondial. La prestation de Winslet lui vaut d'obtenir, à seulement vingt ans, le Screen Actors Guild Award de la meilleure actrice dans un second rôle et le BAFTA Award de la meilleure actrice dans un second rôle. Dans cette même catégorie, elle est également nommée à l'Oscar et au Golden Globe.
En 1996, après le triomphe de Raison et Sentiments, elle joue dans les films d'époque Jude et Hamlet. Comme pour Créatures célestes, ses rôles dans ses deux longs-métrages sont des femmes avec un « bord de folie ». Dans Jude, inspiré du roman victorien Jude l'Obscur, de Thomas Hardy et réalisé par Michael Winterbottom, elle incarne Sue Bridehead, une jeune femme aux tendances suffragettes qui tombe amoureuse de son cousin, interprété par Christopher Eccleston. Acclamé par la critique, Jude ne rencontre pas le succès commercial, récoltant seulement 2,9 millions de dollars de recettes. Le critique Roger Ebert estime que le rôle permettait à Winslet d'afficher sa gamme d'actrice et l'a félicitée pour le défi qu'elle a apporté au rôle.
Après avoir auditionné sans succès pour l'adaptation cinématographique de Frankenstein réalisé par Kenneth Branagh, elle tient le rôle d'Ophelia dans l'adaptation cinématographique mise en scène par Branagh de la pièce de William Shakespeare. Winslet, âgée de vingt ans au moment du tournage, a été intimidée par l'expérience de jouer du Shakespeare avec des acteurs établis comme Branagh et Julie Christie, affirmant que le travail nécessitait un niveau d'intellect qu'elle pensait ne pas posséder. Mike Jeffries du magazine Empire croit qu'elle a joué le rôle « malgré son jeune âge ». Le film reçoit des critiques positives, mais c’est un échec commercial, avec seulement 4 millions de dollars de recettes pour un budget de production de 18 millions ; il permet néanmoins à la jeune femme d'obtenir le second Empire Award de sa carrière.

### Révélation mondiale avecTitanic(1997)

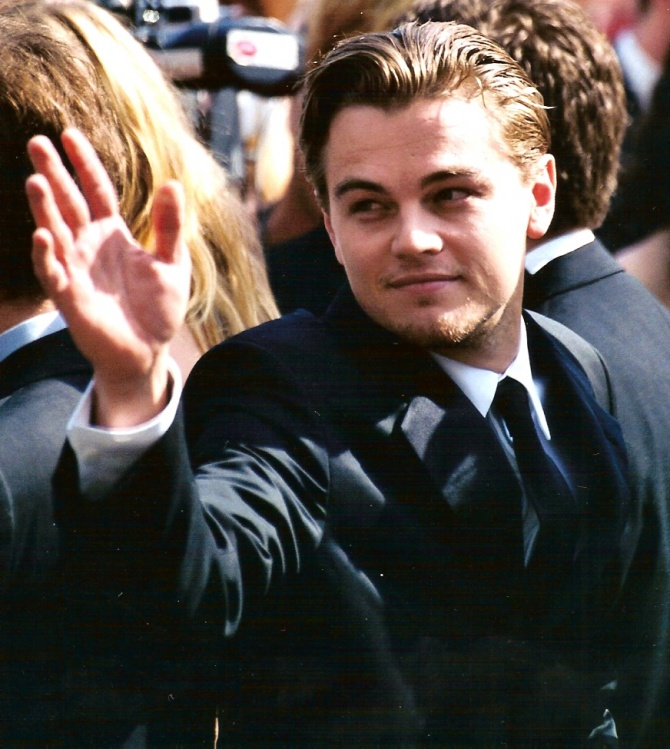
Leonardo DiCaprio (ici en 2002), son partenaire dans Titanic.

Au milieu de l'année 1996, Kate Winslet commence le tournage de Titanic, aux côtés de Leonardo DiCaprio. Gwyneth Paltrow, Claire Danes et Gabrielle Anwar avaient été pressenties pour le rôle,,, mais lorsque ces dernières refusent le rôle, Winslet entreprend de multiples démarches pour l'obtenir, en envoyant au réalisateur James Cameron des notes quotidiennes de l'Angleterre, ce qui conduit Cameron à l'inviter à Hollywood pour les auditions. Il décrit le rôle comme une « sorte d'Audrey Hepburn » ; il n’est pas du tout assuré quant à la présence de Winslet au casting, même après un test filmé qui l'impressionne. Après un test filmé avec DiCaprio, Winslet trouve que ce dernier est très bon et le confie à Cameron : « Il est génial. Même si vous ne me choisissez pas, choisissez-le », puis elle envoie une seule rose avec une carte signée « de ta Rose » et entreprend de le contacter par téléphone. « Vous ne comprenez pas ! », le supplie-t-elle un jour où elle parvient à le joindre sur son téléphone mobile : « Je suis Rose ! Je ne sais pas pourquoi vous voulez voir quelqu'un d'autre ! » Sa persévérance, ainsi que son talent, finissent par convaincre Cameron d'engager la jeune actrice pour le rôle.
Elle y incarne Rose DeWitt Bukater, jeune aristocrate passionnée et assoiffée de liberté, qui survit au naufrage du Titanic en 1912. Selon Winslet, l'expérience a été exigeante d’un point de vue émotionnel  :

« Titanic était totalement différent et rien n'aurait pu me préparer pour moi .... Nous avions vraiment peur sur toute l'aventure .... Jim [Cameron] est un perfectionniste, un véritable génie à faire des films. Mais il y avait toute cette mauvaise presse avant sa sortie, et qui a été vraiment contrariante. »

— Kate Winslet
Le tournage de Titanic, qui se déroule à Rosarito où une réplique du navire a été créée, s'avère être éprouvant pour l'actrice, car elle manque de se noyer, attrape la grippe, souffre d'hypothermie et a des ecchymoses sur les bras et les genoux, le tout consécutif à une charge de travail qui ne lui permettait que quatre heures de sommeil par jour et elle se sentait épuisée par l'expérience,. Sa prestation est encensée par la critique, David Ansen de Newsweek l'a félicitée pour avoir capturé le zèle de son personnage avec délicatesse, tandis que Mike Clark de USA Today l'a considérée comme l'atout principal du film.
Contre toute attente, Titanic devient le film le plus rentable de tous les temps avec 1,8 milliard de dollars de recettes au box-office mondial (sa ressortie en 3D lui fait atteindre les 2,1 milliards de recette). Titanic fait passer la jeune actrice, âgée de 22 ans, au statut de star mondiale. Nommée pour l'Oscar et le Golden Globe de la meilleure actrice (qu'elle perd au profit d’Helen Hunt), elle remporte un European Film Award,.
Winslet ne considérait pas Titanic comme une plate-forme pour des salaires plus élevés. Elle a évité des rôles dans des films à succès au profit de productions indépendantes qui n'étaient pas largement vues, estimant qu'elle « avait encore beaucoup à apprendre » et n'était pas préparée à être une star,,. Elle a dit plus tard que sa décision a assuré la longévité de carrière.

### Retour à des projets plus confidentiels (1998-2003)

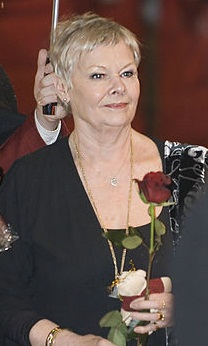
Judi Dench (ici en 2007), avec qui elle partage le personnage d'Iris Murdoch dans le film Iris.

Après avoir refusé les premiers rôles dans Shakespeare in Love et Anna et le Roi, Kate Winslet enchaîne avec la petite production britannique Marrakech Express (1998), pour laquelle elle s'expatrie au Maroc. Il s'agit du seul film de Winslet, tourné avant la sortie de Titanic, à sortir en 1998. Adapté d'un roman d'Esther Freud, ce film raconte l'histoire d'une jeune mère, Julia, qui, au début des années 1970, quitte son mari infidèle et s'installe à Marrakech, avec ses deux petites filles,. Là-bas, elle croise Bilal, un jeune Marocain (interprété par Saïd Taghmaoui). Ce film est une peinture chaleureuse de la génération baba cool. Janet Maslin du New York Times a loué la décision de Winslet d'avoir choisi un projet aussi décalé après Titanic et a noté à quel point elle avait bien capturé « l'oubli et l'optimisme » de son personnage. Pour Winslet, ce film marque également un tournant dans sa vie personnelle puisque c'est sur le plateau qu'elle rencontre Jim Threapleton, le troisième assistant réalisateur, qu'elle épouse quelques mois plus tard.
Elle enchaîne ensuite sous la direction de la réalisatrice néo-zélandaise Jane Campion dans Holy Smoke. Elle y interprète le rôle de Ruth, jeune Australienne qui, au cours d'un voyage en Inde, est bouleversée par un gourou. Inquiète, sa famille imagine un stratagème pour la faire revenir et demande à l’Américain P.J. Waters, spécialiste de la programmation spirituelle (interprété par Harvey Keitel), de la ramener à une culture plus occidentale. Elle a trouvé le scénario courageux et a été mise au défi par l'idée de jouer une femme manipulatrice et désagréable,. Elle a appris à parler avec un accent australien et a travaillé étroitement avec Campion pour justifier la bassesse de son personnage,. Le film lui a demandé de tourner des scènes de sexe explicites avec Harvey Keitel et a présenté une scène dans laquelle son personnage apparaît nu et urine sur elle-même,. Présenté à la Mostra de Venise en 1999, Winslet y remporte un prix et voit son interprétation saluée par la critique, qui la qualifie notamment d'« excellente »,. La même année, elle prête sa voix à une fée dans le film d'animation Fearies et remporte le Grammy Award du meilleur livre audio pour enfants pour avoir raconté l'histoire courte The Face in the Lake dans la livre audio pour enfants Listen to the Storyteller,.
En 2000, elle revient au film d'époque en donnant la réplique à Geoffrey Rush et Joaquin Phoenix dans Quills, la plume et le sang . Winslet y interprète Madeleine Leclerc, une jeune blanchisseuse fascinée par le marquis de Sade (interprété par Rush) et utilisée par ce dernier pour diffuser nombre de ses écrits durant son emprisonnement à l'asile de Charenton,. Winslet est reconnue « formidable » dans ce film surprenant, véritable ode à la liberté d'expression.
En 2001, Winslet se retrouve au milieu de la Seconde Guerre mondiale dans Enigma de Michael Apted. Elle interprète le rôle d'Hester Wallace, chargée de découvrir le code de la machine allemande de cryptage Enigma. Le personnage de Winslet a été considérablement élargi, passant d'un intérêt amoureux secondaire dans le roman sur lequel il était basé à une briseuse de code important dans le film. Elle remporte pour ce film l'Empire award de la meilleure actrice britannique de l'année. Durant le tournage, elle était enceinte de son premier enfant et pour éviter que cela ne se montre, elle portait des corsets sous son costume.
Elle récidive aux Oscars en étant sélectionnée dans la catégorie du meilleur second rôle féminin pour le rôle de l'écrivaine Iris Murdoch dans le drame biographique Iris (2001), film dans lequel elle interprète le personnage dans sa jeunesse, rôle qu'elle partage avec Judi Dench qui interprète le même personnage des dizaines d'années plus tard, lorsque l'écrivaine souffre de la maladie d’Alzheimer. Le réalisateur Richard Eyre a choisi les deux actrices après avoir trouvé une « correspondance d'esprit entre elles ». Winslet a été attirée à l'idée de jouer un rôle principal féminin intellectuel et piquant et dans ses recherches, elle a lu les romans de Murdoch, a étudié les mémoires de son mari John Bailey; Elegy for Iris, et a regardé des interviews télévisées de Murdoch. Le projet a été tourné en quatre semaines et a permis à Winslet d'amener sa fille, qui avait six mois à l'époque, sur le plateau. Il s’agit du deuxième film de la carrière de Winslet à valoir une double nomination aux Oscars à ses protagonistes pour le même rôle à des âges différents (Judi Dench meilleure actrice et Winslet meilleur second rôle féminin pour le rôle d'Iris jeune), le premier étant bien sûr Titanic (Winslet meilleure actrice et Gloria Stuart meilleur second rôle féminin pour le rôle de Rose âgée). Outre la nomination à l'Oscar, elle est également nommée au BAFTA,. 
Toujours en 2001, elle prête sa voix au personnage de Belle dans le film d'animation Un chant de Noël, basé sur le conte du même nom de Charles Dickens. Pour les besoins de la bande originale, elle enregistre la chanson What If, qui rencontre un succès commercial lors de sa publication en single,.
Après une année d'absence sur grand écran, elle change de registre en 2003 dans La Vie de David Gale, d'Alan Parker, thriller carcéral sur la peine de mort, dans lequel elle côtoie Kevin Spacey. Elle interprète le rôle d'Elizabeth Bloom, journaliste qui fait son possible pour prouver l'innocence du professeur Gale, accusé du meurtre d'une de ses collègues. Ayant accepté de participer au projet afin de tourner sous la direction d'Alan Parker, qu'elle admire, et estime que le long-métrage souleve des questions pertinentes sur la peine capitale. Son interprétation dans ce film est intense et remarquée, bien que sa prestation et le film n'a pas été apprécié par le critique Mick LaSalle du San Francisco Chronicle. Mal reçu par la critique et échec commercial à sa sortie en salles, La Vie de David Gale est néanmoins mieux accueilli par le public.

### Retour au premier plan (2004-2006)

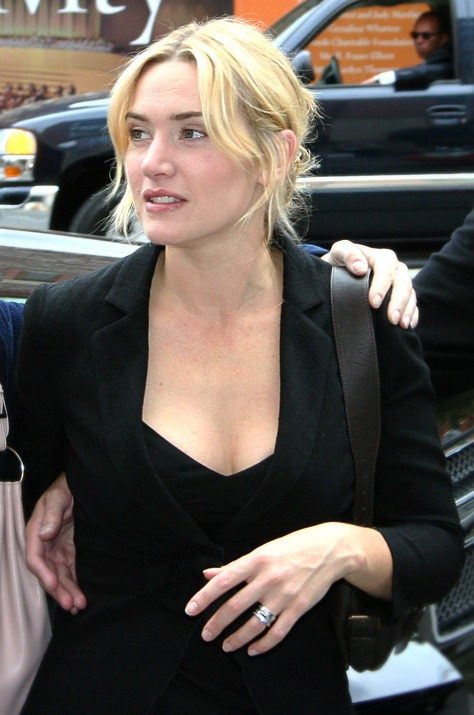
L'actrice à la première des Fous du Roi au Festival international du film de Toronto 2006.

Après les succès d'estime de ses trois derniers films, Winslet, pour éviter d'être cataloguée dans des drames historiques, cherche activement des rôles dans des films contemporains. Elle le trouve avec le film de science-fiction dramatico-romantique Eternal Sunshine of the Spotless Mind, réalisé et co-écrit par Michel Gondry, dans lequel elle incarne Clémentine Kruczynski, une femme névrotique et impétueuse qui décide d'effacer les souvenirs de sa relation avec son ex-petit ami (interprété par Jim Carrey),. Contrairement à ses précédentes prestations, le rôle lui a permis d'afficher le côté original de sa personnalité. Gondry encourage Carrey et Winslet à improviser sur le plateau et, pour rester agile, l'actrice pratique le kickboxing. Le long-métrage remporte un succès commercial modeste, mais est largement acclamé par la critique, étant considéré comme l'un des meilleurs films du XXIe siècle,.
Pete Travers de Rolling Stone décrit le film comme « une romance particulièrement drôle, imprévisiblement tendre et tordue sans vergogne » et trouve que Winslet y est « électrisant et extrêmement vulnérable ». Un journaliste de Première l'a félicité d'avoir abandonné son personnage de « rose anglaise corseté » et l'a classée comme la 81e plus grande performance cinématographique de tous les temps. Winslet considère son rôle parmi l'un de ses favoris et obtient grâce à sa prestation des nominations aux Oscars et au BAFTA,,. Elle a dit que le film a marqué un tournant dans sa carrière et a incité les réalisateurs à lui offrir une grande variété de rôles.
Winslet a été payée 6 millions de livres sterling pour jouer dans le drame Neverland, narrant la relation entre J. M. Barrie (joué par Johnny Depp) et les garçons Llewelyn Davies, qui a inspiré Barrie à écrire Peter Pan. Winslet incarne la mère des garçons, Sylvia. Malgré sa réticence à jouer dans une autre pièce d'époque, Winslet a accepté le projet après avoir été en empathie avec l'amour de son personnage pour les enfants,. Ella Taylor de LA Weekly a découvert qu'elle était plus « radieuse et terreuse que jamais », tandis que Paul Clinton de CNN pense qu'elle est « exceptionnelle dans une performance délicate et finement réglée »,. Elle a reçu une deuxième nomination dans la catégorie meilleure Actrice à la cérémonie des BAFTA. Avec un box-office de 116 millions de dollars de recettes mondiales, Neverland est devenu son film le plus vu depuis Titanic,.
En 2005, Winslet apparaît en guest-star dans un épisode de la série comique britannique Extras créée par Ricky Gervais et Stephen Merchant. Elle y a joué une version satirique d'elle-même - une actrice qui, dans un effort pour remporter un Oscar, joue le rôle d'une religieuse dans un film sur l'Holocauste. Elle a reçu une nomination au Primetime Emmy Award dans la catégorie meilleure actrice invitée dans une série télévisée comique. Moins de trois mois après avoir donné naissance à son deuxième enfant, Winslet est retournée travailler en tournant Romance & Cigarettes, une comédie musicale romantique réalisée par John Turturro, dans laquelle elle a joué Tula, une femme immorale et grossière. Le rôle l'oblige à chanter et à danser, et cela l'a aidé à perdre le poids qu'elle avait pris pendant la grossesse,. Elle s'est tordu la cheville en filmant une des séquences de danse. Derek Elley de Variety a écrit qu'en dépit de son temps d'écran limité, Winslet avait « le rôle le plus voyant et les répliques les plus sales ». Elle a refusé une offre de Woody Allen pour jouer dans Match Point pour passer plus de temps avec ses enfants.
Winslet est à l'affiche de quatre films en 2006. Elle est apparue pour la première fois dans Les Fous du roi, un thriller politique se déroulant dans les années 1940 en Louisiane, avec Sean Penn et Jude Law en têtes d'affiche. Elle a joué le rôle de soutien de l'intérêt amoureux du personnage de Law. Le film a reçu des critiques négatives pour son manque de perspicacité politique et de cohésion narrative et n'a pas réussi à être un succès au box-office,. Son film suivant, le drame Little Children, a été mieux reçu par la critique. Adapté du roman du même nom, le film raconte l'histoire de Sarah Pierce, une femme au foyer insatisfaite, qui a une liaison avec un voisin marié (interprété par Patrick Wilson). Winslet a été interpellée par le rôle d'une mère indifférente, car elle ne comprenait ni ne respectait les actions de son personnage. Les scènes l'obligeant à être hostile envers l'enfant actrice jouant sa fille se sont avérées bouleversantes pour elle,. Ayant donné naissance à deux enfants, elle était nerveuse au sujet des scènes de sexe dans lesquelles elle devait être nue, mais a relevé le défi de présenter une image positive des femmes aux « corps imparfaits », selon ses propres termes. AO Scott du New York Times a écrit que Winslet avait « enregistré avec succès chaque scintillement de la fierté, du doute et du désir de Sarah, inspirant un mélange de reconnaissance, de pitié et d'inquiétude ». Avec une autre nomination à l'Oscar de la meilleure actrice, elle est devenue, à 31 ans, la plus jeune interprète à cumuler cinq nominations aux Oscars.
Après Little Children, Winslet a joué un rôle qu'elle a trouvé plus sympathique dans la comédie romantique The Holiday de Nancy Meyers. Elle incarne Iris Simpkins, une journaliste britannique qui échange temporairement des maisons avec une productrice de bandes annonces américaine (jouée par Cameron Diaz) pendant les vacances de Noël. C'est devenu son plus grand succès commercial en neuf ans, rapportant près de 206 millions de dollars dans le monde. Le critique Justin Chang de Variety a trouvé le film stéréotypé mais agréable et a pris note du rayonnement et du charme de Winslet. Dans son dernier film sorti en 2006, elle double le personnage de Rita, un rat d'égout récupérateur, dans le film d'animation Souris City. Son seul projet de 2007 était comme narratrice pour la version anglaise du film pour enfants français Le Renard et l'enfant.

### Consécration (2008-2013)

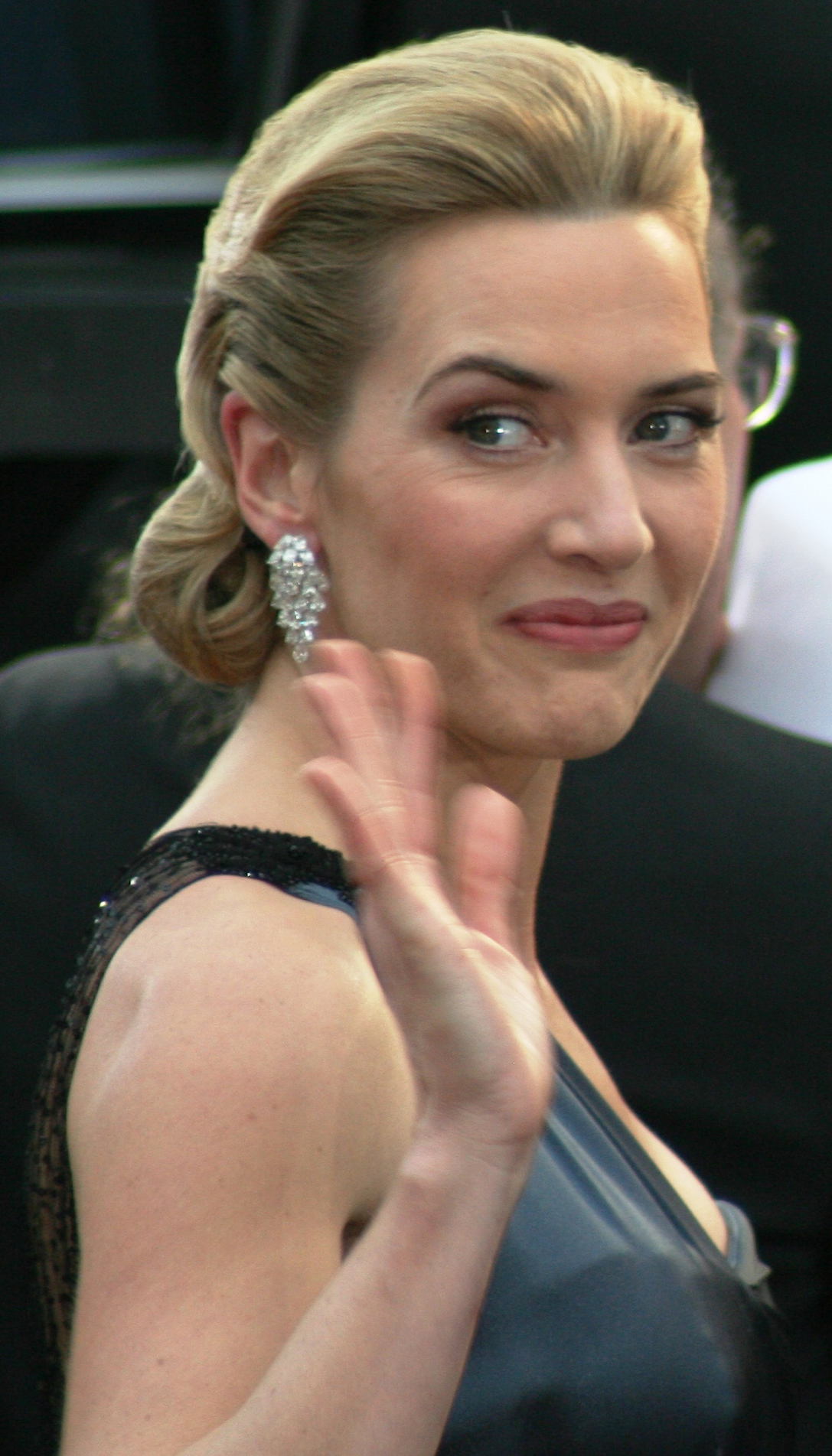
Kate Winslet lors de la 81e cérémonie des Oscars en février 2009, durant laquelle elle obtient l'Oscar de la meilleure actrice pour The Reader.

Kate Winslet a obtenu deux rôles acclamés par la critique en 2008. Après avoir lu le script de l'adaptation du roman de Richard Yates, Revolutionary Road, par Justin Haythe, Winslet a recommandé le projet à son mari de l'époque, le réalisateur Sam Mendes et à sa co-vedette de Titanic et ami proche Leonardo DiCaprio. Le film Les Noces rebelles retrace les tribulations d'un jeune couple marié dans la banlieue américaine des années 1950. Winslet a été attirée par l'idée de jouer une femme dont les aspirations n'avaient pas été satisfaites et elle a lu La Femme mystifiée pour comprendre la psychologie des femmes au foyer insatisfaites de l'époque,. Mendes a encouragé DiCaprio et Winslet à passer du temps ensemble, et elle croyait que l'ensemble restreint qu'ils utilisaient les aidait à développer la relation tendue de leurs personnages. Saluant Winslet comme « la meilleure actrice de cinéma anglophone de sa génération », David Edelstein du New York Magazine a écrit qu'« il n'y a pas de moment banal dans la performance de Winslet - pas un geste, pas un mot ».
Pour éviter un conflit d'horaire avec Les Noces rebelles, Winslet a refusé une offre pour jouer dans The Reader. Après que sa remplaçante Nicole Kidman ait quitté le projet en raison de sa grossesse, Winslet a signé pour tenir le rôle principal féminin. Réalisé par Stephen Daldry, The Reader est adapté du roman Le Liseur de Bernhard Schlink et parle d'Hanna Schmitz, une gardienne illettrée d'un camp de concentration nazi, qui a une liaison avec un adolescent. Winslet a fait des recherches sur l'Holocauste et les gardes SS. Pour se renseigner sur la stigmatisation de l'analphabétisme, elle a passé du temps avec des étudiants de Literacy Partners, une organisation qui enseigne aux adultes à lire et à écrire. Winslet était incapable de sympathiser avec Schmitz et a lutté pour jouer le rôle honnêtement sans humaniser ses actions,. Malgré cela, certains historiens ont critiqué le film pour avoir fait de Schmitz un objet de la sympathie du public et ont accusé les cinéastes de révisionnisme de l'Holocauste. Todd McCarthy de Variety l'a félicitée d'avoir fourni « une coquille obsédante à cette femme décimée à l'intérieur », tandis que Sukhdev Sandhu du Daily Telegraph la considère comme « absolument intrépide ici, pas seulement dans sa volonté de s'exposer physiquement, mais aussi dans son refus d'exposer son personnage psychologiquement »,.
Winslet a reçu de nombreux prix pour ses performances dans Les Noces rebelles et The Reader. Elle a remporté un Golden Globe pour chacun de ces films, et pour The Reader, elle reçoit l'Oscar de la meilleure actrice et un BAFTA dans la même catégorie. À 33 ans, elle a dépassé son propre record en tant que plus jeune interprète à accumuler six nominations aux Oscars. Elle est également devenue la troisième actrice de l'histoire à remporter deux Golden Globes lors de la même cérémonie. Épuisée par l'attention des médias pendant cette période, Winslet a pris deux ans de congé jusqu'à ce qu'elle soit prête à s'engager à nouveau de manière créative.
Winslet est revenue avec la mini-série en cinq parties Mildred Pierce, diffusée sur HBO en 2011. Ils'agit de l'adaptation du roman de James M. Cain du réalisateur Todd Haynes. Winslet incarne le rôle-titre, celui d'une femme divorcée pendant la Grande Dépression luttant pour établir une entreprise de restauration tout en aspirant au respect de sa fille narcissique (interprétée par Evan Rachel Wood). Winslet, qui avait récemment divorcé de Mendes, pensait que certains aspects de la vie de son personnage reflétaient la sienne. Elle a été intimidée par la portée de la production, car elle a figuré dans chaque scène du script de 280 pages. Elle était perturbée et bouleversée par l'histoire, et était particulièrement fascinée par la relation complexe entre le couple mère-fille,. Elle a collaboré étroitement avec la production et les créateurs de costumes et a appris à cuire des tartes et à préparer des poulets. La mini-série a reçu une audience limitée mais a gagné des critiques positives,. Matt Zoller Seitz de Salon a qualifié la série de « chef-d'œuvre calme et déchirante » et a décrit la performance de Winslet comme « formidable — intelligente, concentrée et apparemment dépourvue d'ego ». Elle remporte l'Emmy Award de la meilleure actrice dans une mini-série ou un téléfilm, ainsi qu'un Golden Globe et le Screen Actors Guild Awards pour sa prestation.
Pour son premier film de l'année 2011, elle participe au thriller Contagion de Steven Soderbergh. Elle a été choisie comme agente chargée d'enquêter sur des épidémies pour le CDC et elle a basé son rôle sur Anne Schuchat, la directrice du NCIRD. Contagion est un succès commercial et David Denby du New Yorker a crédité Winslet pour capturer l'essence d'une femme exaspérée,. Son prochain projet était le film Carnage réalisé par Roman Polanski et adapté de la pièce Le Dieu du carnage de Yasmina Reza. Se déroulant entièrement dans un appartement, la comédie noire suit deux groupes de parents se disputant leurs enfants respectifs. Jodie Foster, John C. Reilly et Christoph Waltz ont partagé la vedette avec Winslet. Les acteurs ont répété le scénario comme une pièce de théâtre pendant deux semaines, et Winslet a emmené ses enfants avec elle à Paris pour les huit semaines de tournage,. Les critiques ont trouvé l'adaptation moins convaincante que la pièce, mais ont loué les performances de Winslet et Foster, qui ont toutes deux reçu des nominations aux Golden Globes pour leur performance.
Winslet a déclaré que sa charge de travail durant l'année 2011 l'a aidée à surmonter le chagrin de son divorce et qu'après avoir terminé son travail sur Carnage, elle a pris une pause pour se concentrer sur ses enfants,. Un sketch qu'elle avait filmée quatre ans plus tôt pour le film d'anthologie My Movie Project était sa seule apparition à l'écran de 2012, donnant lieux aux pires critiques de sa carrière,. Winslet a effectué aussi un enregistrement de livre audio du roman Thérèse Raquin d'Émile Zola,. Au départ réticente à accepter l'offre de Jason Reitman de jouer dans son adaptation cinématographique du roman Long week-end de Joyce Maynard, Last Days of Summer (2013), mais a accepté après que Reitman a reporté la production d'un an pour tenir compte de l'engagement de Winslet envers ses enfants. Situé au cours d'un week-end du Labor Day, il raconte l'histoire d'Adele, incarnée par Winslet, une mère célibataire agoraphobe, qui tombe amoureuse d'un condamné évadé. Décrivant la caractérisation d'Adele comme ayant « plus de vulnérabilité que de force », Winslet l'a trouvée différente des femmes fortes qu'elle joue généralement. Une scène dans le film l'a obligée à faire une tarte, pour laquelle elle a tiré sur son expérience de cuisine de Mildred Pierce. Les critiques du film étaient négatives, Chris Nashawaty de Entertainment Weekly l'a critiqué comme étant « mièvre et mélodramatique » mais a crédité Winslet pour avoir ajouté des couches à son rôle passif,. Elle a reçu sa dixième nomination au Golden Globe pour ce film.

### Diversification (2014-2017)

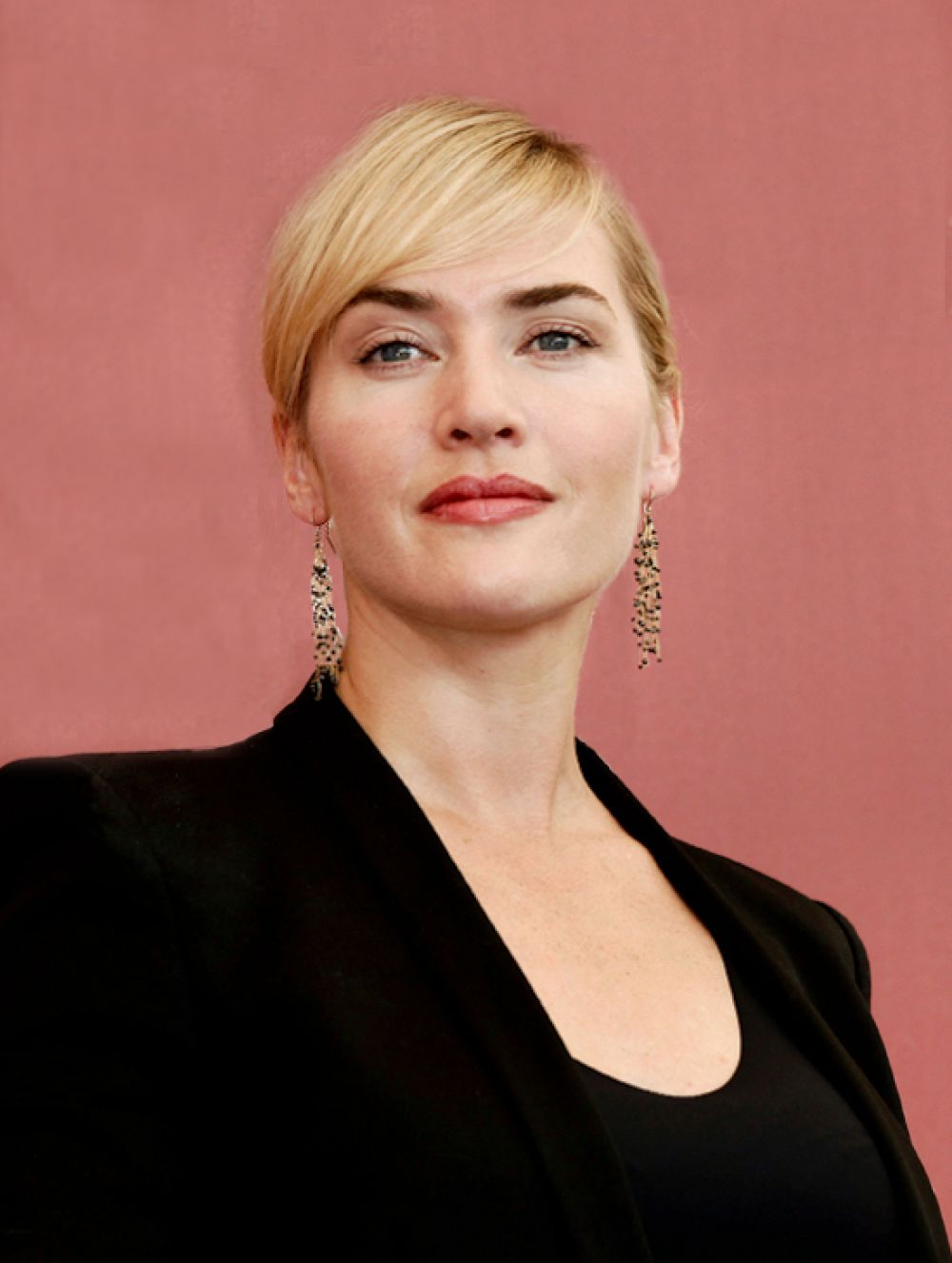
L'actrice en 2011, quelques années avant son rôle de Jeanine Matthews.

La nouveauté de jouer un rôle de méchante a attiré Winslet vers le personnage Jeanine Matthews dans le film de science-fiction Divergente, sorti en 2014,. Situé dans un avenir dystopique, l'adaptation du roman de Veronica Roth met en vedette Shailene Woodley en tant qu'héroïne combattant un régime oppressif dirigé par le personnage de Winslet. Elle était enceinte de son troisième enfant pendant la production et ses costumes moulants ont dû être modifiés pour s'adapter à la grossesse. Pour maintenir la personnalité intimidante de son personnage, elle est restée à l'écart de ses co-vedettes pendant une grande partie du tournage. Richard Lawson de Vanity Fair compare défavorablement le film à la série de films Hunger Games et pensait que Winslet y est sous-utilisé. Le film rapporté 288 millions de dollars au box-office mondial. Les Jardins du roi marque son retour au genre de film d'époque. Réalisé par Alan Rickman, il s'agit d'une rivalité entre paysagistes chargés de créer une fontaine au château de Versailles. Le rôle de Winslet était celui de l'architecte fictive Sabine de Barra, un personnage qu'elle croyait avoir surmonté un chagrin et des difficultés extrêmes comme elle. Catherine Shoard du Guardian a pris note de « l'honnêteté émotionnelle » que Winslet a apportée à son personnage, mais a critiqué l'invraisemblance de son rôle. Toujours en 2014, elle a lu et enregistré des livres audio des romans pour enfants Matilda et The Magic Finger, écrits par Roald Dahl,.
En 2015, Winslet a repris le rôle de Jeanine Matthews dans le deuxième volet de la série Divergente, L'Insurrection, qui, malgré des critiques négatives, a rapporté 297 millions de dollars dans le monde,. Son film suivant, Haute Couture, adaptation du roman The Dressmaker de Rosalie Ham, a été décrit par la réalisatrice Jocelyn Moorhouse comme rappelant le western Impitoyable. Winslet joue le rôle de la femme fatale Tilly Dunnage, une couturière qui revient dans sa ville natale des années après avoir été accusée de meurtre. Elle a appris à coudre pour le rôle et a conçu certains de ses propres costumes. Le projet a été filmé dans le désert australien et l'actrice a eu du mal à porter des robes de couture par mauvais temps. Bien qu'il n'aime pas le film, Robert Abele du Los Angeles Times a crédité Winslet pour avoir minimisé son rôle exagéré. Le film a émergé comme l'un des films australiens les plus rentables de tous les temps, mais son succès commercial se révèle limitée en dehors de l'Australie,. Winslet a gagné l'AACTA Award de la meilleure actrice pour sa performance.
Pendant le tournage de Haute Couture, Winslet a pris connaissance d'un prochain biopic sur Steve Jobs écrit par Aaron Sorkin et réalisé par Danny Boyle. Désireuse de jouer la chef du marketing et confidente de Jobs, Joanna Hoffman, elle a envoyé une photo d'elle habillée en Hoffman au producteur du film. Steve Jobs, avec Michael Fassbender dans le rôle-titre, est raconté en trois actes, chacun représentant une étape clé dans la carrière de Jobs. En préparation, Winslet a passé du temps avec Hoffman et a travaillé avec un entraîneur de dialecte pour parler avec l'accent de Hoffman, un mélange d'arménien et de polonais, qu'elle considérait comme le plus difficile de sa carrière. Les acteurs ont répété chaque acte comme une pièce de théâtre et l'ont filmé en séquence. Winslet a collaboré étroitement avec Fassbender, et leur relation hors écran reflétait la dynamique collégiale entre Jobs et Hoffman. Le film lui a valu certaines des meilleures critiques de sa carrière, mais a été un échec commercial au box-office,. Peter Howell du Toronto Star a félicité Winslet pour avoir trouvé « la force et la grâce » dans son personnage et Gregory Ellwood de HitFix a pensé qu'elle s'était améliorée sur la caractérisation de Hoffman,. Elle a remporté le Golden Globe et le BAFTA Award pour la meilleure actrice dans un second rôle et a reçu sa septième nomination aux Oscars dans la même catégorie.
Le film policier Triple 9 de John Hillcoat, sorti en 2016, mettait en vedette Winslet dans le rôle d'Irina Vlaslov, une impitoyable mafieuse russo-israélienne. La critique Ann Hornaday du Washington Post a estimé que Winslet n'avait pas réussi à la représenter efficacement. Son prochain film de l'année 2016, Beauté cachée, sur l'histoire d'un homme (joué par Will Smith) luttant avec la mort de sa fille, a été éreinté par les critiques. En écrivant pour le New York Magazine, Emily Yoshida a rejeté le film comme un remake vide de sens d' Un chant de Noël et a remarqué que Winslet n'avait « jamais semblé plus fardée et fatiguée ». Le film engrange des recettes modestes au box-office. Winslet a accepté le film d'aventures romantique La Montagne entre nous (2017) pour relever le défi d'un rôle nécessitant un effort physique,. Le film la met en vedette aux côtés d'Idris Elba qui raconte l'histoire de deux personnes ayant survécu un accident d'avion sur une chaîne de montagnes glacée et isolée et devant survivre au grand froid. Ils ont filmé dans les montagnes de l'Ouest canadien à 3 000 mètres au-dessus du niveau de la mer où la température était bien en dessous de zéro. Winslet a réalisé ses propres cascades et l'a décrite comme l'expérience la plus physiquement épuisante de sa carrière. Moira Macdonald du Seattle Times pensait que le charisme et l'alchimie du duo avaient amélioré un film médiocre.
Toujours en 2017, elle était à l'affiche du drame Wonder Wheel de Woody Allen, se déroulant dans les années 1950 à Coney Island. Elle jouait Ginny, une femme au foyer capricieuse ayant une liaison avec un maître-nageur (interprété par Justin Timberlake). Elle a décrit son personnage comme en permanence insatisfaite et mal à l'aise, qui de plus jouer le rôle s'est avéré difficile pour Winslet, qui souffrait d'anxiété,. Manohla Dargis du New York Times n'a pas aimé l'écriture d'Allen mais a reconnu que Winslet avait rempli son personnage au « caractère minable d'une vie fiévreuse ». Interrogée lors de la promotion du film sur sa décision de travailler avec Allen malgré une allégation d'abus sexuels sur des enfants contre lui, Winslet a choisi de ne pas commenter la vie privée du cinéaste, mais a déclaré qu'elle était satisfaite de la collaboration. Toutefois, elle a exprimé plus tard des regrets d'avoir travaillé avec Allen et Roman Polanski.

### Retour sur grand écran et à la télévision (depuis 2019)

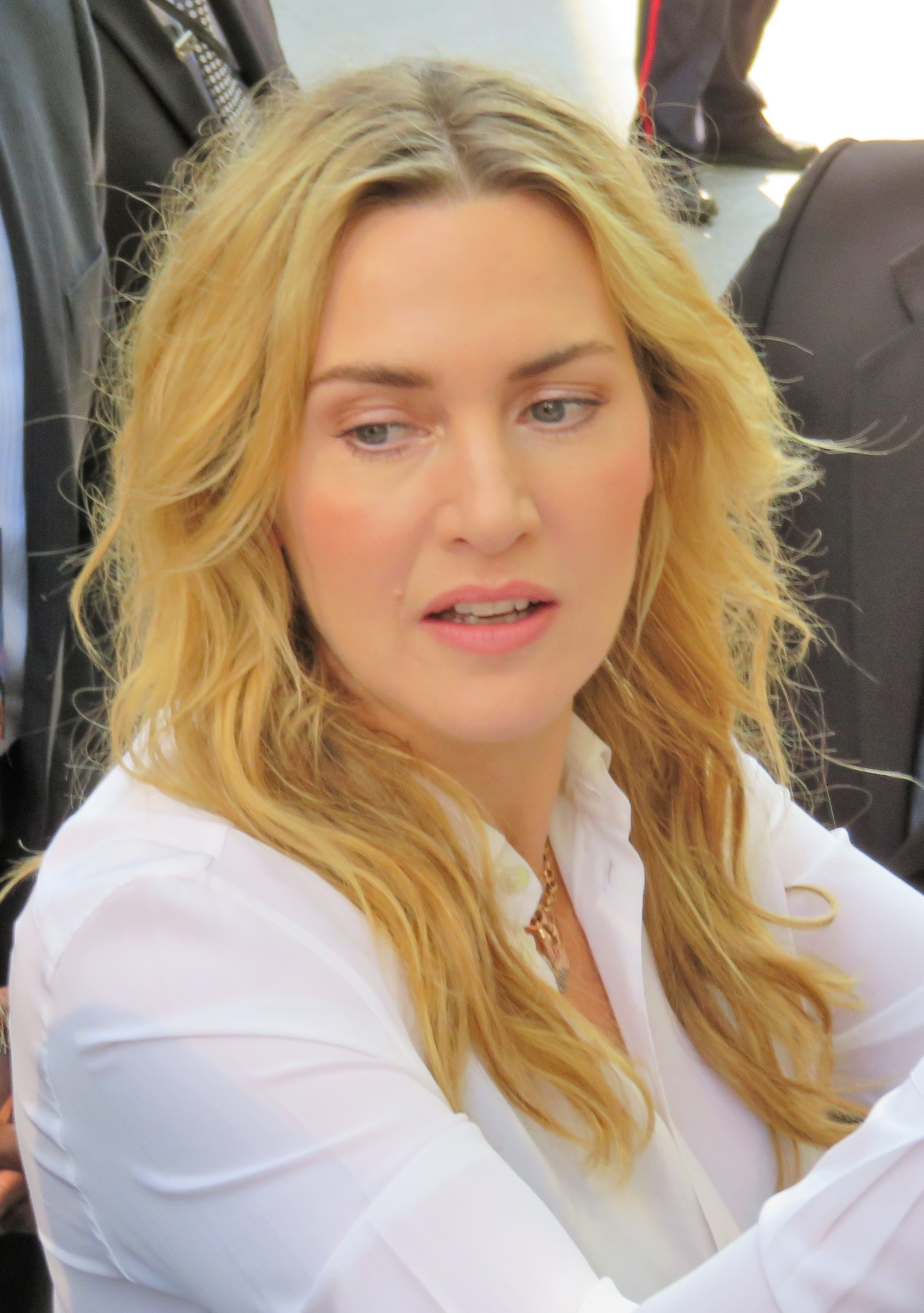
Winslet en 2017, lors d'un tapis rouge au Festival de Toronto.

Après une année 2018 en retrait, Kate Winslet retrouve le chemin des plateaux de cinéma à partir de 2019. Elle tient l'un des rôles principaux du drame Blackbird du réalisateur Roger Michell, remake du film danois Stille hjerte de Bille August, dans lequel elle partage l'affiche avec Susan Sarandon (qui joue sa mère) et Mia Wasikowska (qui interprète sa sœur). Le film est tourné près de sa propre maison dans le West Sussex. La prestation de l'actrice est saluée par la critique. Parallèlement, elle prête sa voix à un des personnages de la série d'animation La Vallée des Moomins, sur les personnages des Moumines.
Peu après, elle est à l'affiche du film dramatique Ammonite, drame romantique réalisé par Francis Lee, dans lequel Winslet interprète la célèbre paléontologue Mary Anning. Le scénario s'attache à narrer son histoire d'amour improbable avec une jeune femme londonienne qu’interprète Saoirse Ronan. Afin d'avoir plus de temps de préparation pour ce rôle, elle renonca à participer au film The French Dispatch de Wes Anderson et collabore étroitement avec Ronan, avec laquelle elle a chorégraphié leurs scènes de sexe. Pendant une grande partie du tournage, elle a vécu isolée dans un chalet loué dans le Dorset, où le film a été tourné, pour entrer dans l'espace libre de son personnage. Caryn James de la BBC a félicité Winslet pour avoir dépeint Anning comme « sévère et fragile mais immensément sympathique » et a considéré sa « performance contenue et puissante » comme l'une des meilleures de sa carrière, tandis que Manuel Betancourt du New York Magazine l'a saluée comme un « retour en forme » pour l'actrice.
Dix ans après Mildred Pierce, Winslet fait son grand retour à la télévision en tenant le rôle principal de la mini-série de HBO Mare of Easttown, pour laquelle elle officie comme productrice déléguée et joue dans un registre assez différent de ce qu'elle avait habituée dans sa carrière,,,,. Elle y incarne Mare Sheehan, une policière d'une petite ville de Pennsylvanie qui enquête sur un meurtre tandis qu'elle tente d'empêcher de voir sa vie s'effondrer. Pour se préparer au rôle, Winslet a passé plusieurs mois avec des policiers à travers la Pennsylvanie, basant son personnage sur l'une d'entre elles, Christine Bleiber, qui est présente sur le plateau pour aider la production si l'intrigue parait accentuée ou irréaliste. L'intrigue se passant à Easttown Township, dans le comté de Chester, Winslet a insisté pour prendre l'accent Delco, qui est une version courante de l'anglais de Philadelphie dans le comté de Delaware en Pennsylvanie. Bien qu'il s'agisse d'un accent particulièrement difficile à apprendre, elle estimait que la communauté elle-même était un personnage important dans l'histoire, et l'accent authentique aiderait à le souligner. Elle a prétendu qu'il était si difficile d'apprendre l'accent, l'a amenant à «jeter des choses». Le tournage a commencé à l'automne 2019 à Philadelphie et dans ses environs et a été toujours en cours en mars 2020, avec des plans pour se poursuivre jusqu'en avril. Cependant, la production a été arrêtée tôt en raison de la pandémie COVID-19 avant de reprendre en septembre 2020,.
En plus d'être un succès d'audience dès sa diffusion entre avril et mai 2021, la prestation de Kate Winslet est unanimement saluée par la critique,,, et lui vaut d'obtenir son second Emmy Award de la meilleure actrice dans une mini-série ou un téléfilm et de remporter un Golden Globe dans la même catégorie.
Après Mare of Easttown, Winslet a pris un an de congé pour passer du temps avec sa famille avant de reprendre les chemins des plateaux de tournage. En 2022, elle est à l'affiche d'Avatar : La Voie de l'eau, film où Winslet retrouve son réalisateur fétiche de Titanic, James Cameron, et interprète le personnage mystérieux de Ronal, membre du peuple de la mer, un rôle apparemment très physique pour l'actrice qui aurait été capable de retenir sa respiration pendant 7 minutes durant le tournage de ses scènes sous-marines. Sorti fin 2022, Avatar : La Voie de l'eau a rapporté plus de 2 milliards de dollars de recettes mondiales pour se classer comme le troisième film le plus rentable de tous les temps et le deuxième film de Winslet après Titanic à franchir la barre des 2 milliards de dollars au box-office. La même année, Winslet est la vedette d'un épisode de la série anthologique I Am..., dans lequel elle partage la vedette avec sa fille Mia Threapleton , qui traite des effets négatifs des réseaux sociaux. Winslet remporte les BAFTA TV Awards dans les catégoriesmeilleure actrice et du meilleur téléfilm dramatique en faisant partie de l'équipe de production.
Winslet dépeindra ensuite le mannequin et photographe Lee Miller dans un film biographique Lee Miller réalisé par Ellen Kuras. Le tournage, qui a commencé en septembre 2022, a dû être interrompu pendant une courte période, lorsque l'actrice a été hospitalisée par précaution après avoir glissé et s'être blessée à la jambe. Après l'annonce de son représentant que l'actrice allait bien, Winslet a repris peu de temps après le tournage de Lee,. Elle joue également dans deux autres mini-séries de HBO pour lesquelles elle est productrice déléguée, Trust, basée sur le roman de Hernan Diaz (en) et The Regime, qui est réalisé par Stephen Frears,.

## Travail d'actrice

### Style de jeu

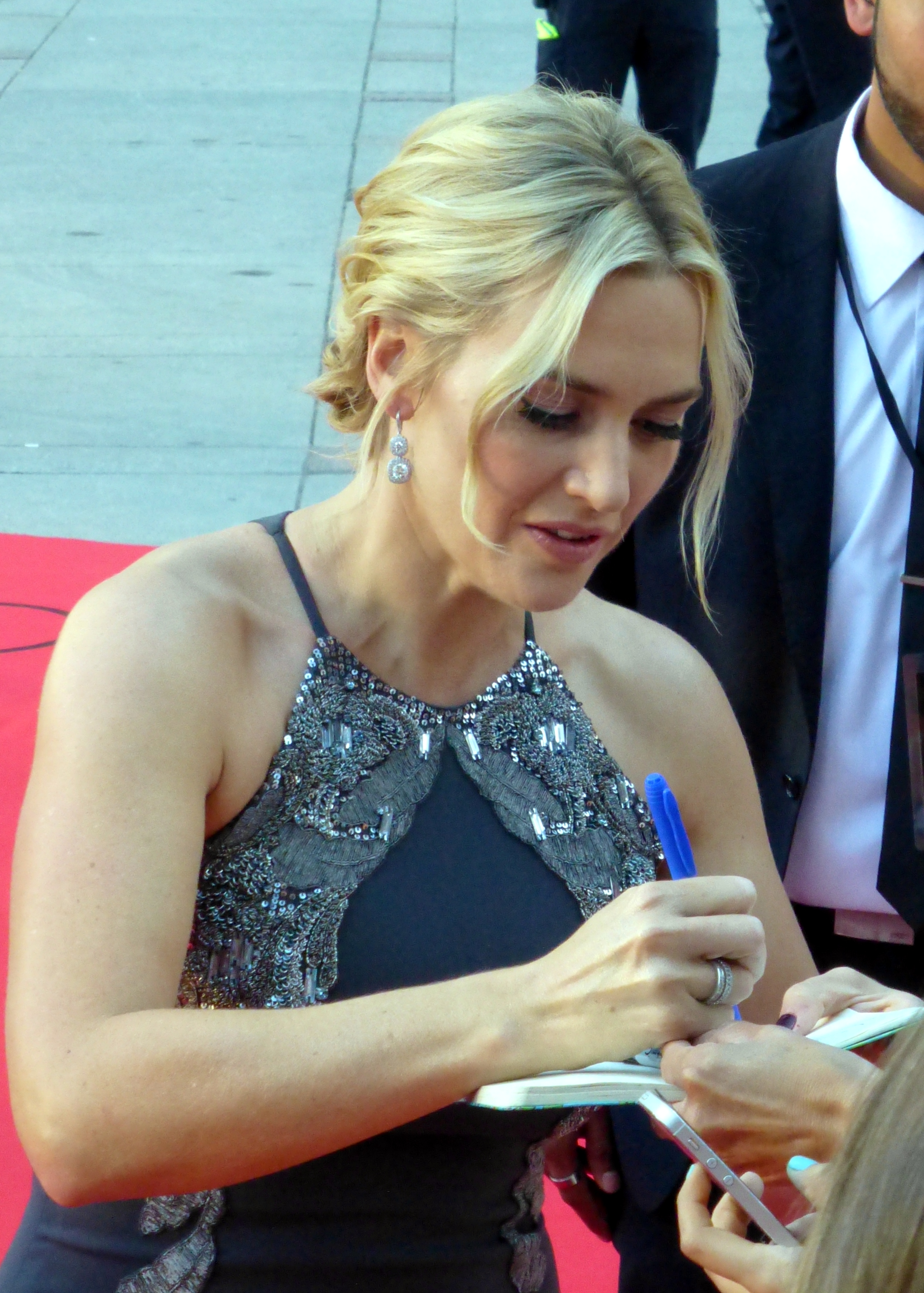
L'actrice signant des autographes lors de la première de Haute Couture au Festival international du film de Toronto en 2015.

Kate Winslet est souvent considérée par les critiques de cinéma comme l'une des « actrices prééminentes de sa génération ». Bien qu'elle ait atteint la célébrité au début de sa carrière avec le blockbuster Titanic, elle a rarement joué dans des grosses productions,. Un journaliste pour Elle croit que ses choix reflètent « l'âme et l'attitude d'une actrice à la tâche, piégée dans le corps d'une star de cinéma ».
Tom Perrotta, l'auteur de Little Children, a déclaré que Winslet « gravite vers des rôles troublants dans des films plus petits », généralement ceux de femmes « épineuses, potentiellement antipathiques ». Le journaliste Mark Harris écrit qu'elle se spécialise dans les « femmes non sentimentales, agitées, troublées, mécontentes, déconcertées, difficiles » et John Hiscock du Daily Telegraph a identifié un thème de personnages libres d'esprit avec un côté sexuel,. Anthony Lane du New Yorker associe Winslet à l'entêtement, écrivant que « l'ensemble de sa mâchoire et l'éclat de son regard suggèrent un esprit libre qui connaît le chemin à suivre et est déterminé à le prendre ». Josephine Livingstone de The New Republic, cependant, trouve Winslet peu convaincante dans des rôles où elle n'a « aucune vraie vulnérabilité émotionnelle », estimant que l'actrice est plus convaincante lorsqu'elle a « l'opportunité de devenir hystérique ».
Leonardo DiCaprio, son partenaire dans Titanic et Les Noces rebelles, considère Winslet comme « l'actrice la plus préparée et la mieux documentée sur le plateau », tandis que Jude Law, son partenaire dans The Holiday, estime que malgré son sérieux, elle reste « très calme et bon enfant ». Le réalisateur Danny Boyle a identifié chez Winslet une volonté d'éviter d'être cataloguée et a déclaré qu'elle faisait un effort « pour repositionner le point de vue des réalisateurs et des producteurs sur elle » pour se permettre d'être défiée en tant qu'artiste.
Winslet a déclaré qu'elle était intéressée à jouer des « femmes angoissées » avec de fortes dispositions masquant les défauts et les insécurités, et qu'elle se connecte avec « des femmes qui trouvent un moyen de sortir d'une situation, à la recherche de l'amour, avoir des difficultés dans l'amour, ou remettre en question les grandes choses de la vie ». Attirée par des rôles qui sont en tandem avec ses luttes personnelles à certains moments de sa vie, elle a du mal à se détacher de ses rôles, en disant : « Vous devez affronter vos vrais sentiments chaque jour. Et c'est assez épuisant. Ensuite, vous devez rentrer à la maison et préparer le dîner »,. Même ainsi, elle trouve qu'il est thérapeutique de jouer. Winslet est connue pour sa volonté de jouer des scènes de nu, l'ayant fait dans douze de ses films, bien qu'elle examine sa contribution au récit avant de l'accepter,. Elle croit que de telles scènes favorisent une image corporelle positive chez les femmes.

### Image publique

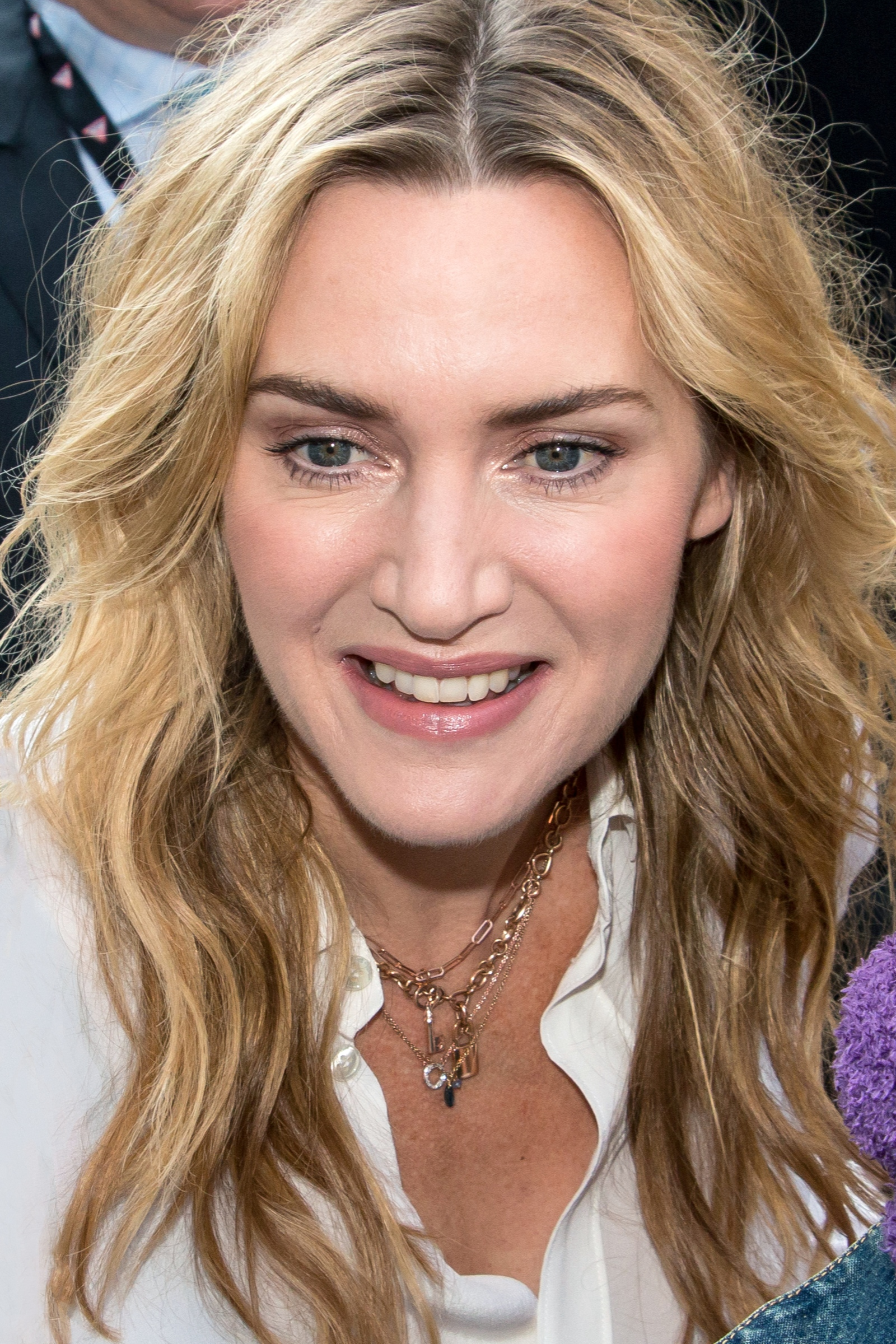
Kate Winslet au Festival de Toronto en 2017.

Dans un article de 2015 pour Elle, Sally Holmes a décrit la capacité de Winslet à établir un rapport avec son attitude. Jo Ellison de Vogue écrit qu'elle a une « aura autoritaire, presque d'ambassadrice » et Kira Cochrane de The Guardian la considère comme « articulée, sophistiquée, [avec] un soupçon défini de grandeur »,. Décrivant Winslet comme étant simple et franche, Krista Smith de Vanity Fair croit qu'en dépit de sa célébrité, elle est sans prétention.
Les fluctuations de poids de Winslet au fil des ans ont été bien documentées par les médias,. Elle a été franche dans son refus de permettre à Hollywood de dicter son poids,. En 2003, l'édition britannique du magazine GQ a publié des photographies de Winslet qui avaient été modifiées numériquement pour la faire paraître plus mince et plus grande. Elle a déclaré que les modifications avaient été apportées sans son consentement, et GQ a par la suite présenté des excuses,,. En 2007, Winslet a gagné un procès en diffamation contre le magazine Grazia après avoir prétendu qu'elle avait rendu visite à un diététicien. Elle a réclamé 10 000 £ de dommages et intérêts et a fait don du montant à un organisme de bienfaisance pour les troubles de l'alimentation. Elle a gagné une autre affaire en 2009 contre le tabloïd britannique Daily Mail après avoir prétendu qu'elle avait menti au sujet de son exercice de régime. Elle a reçu des excuses et un paiement de 25 000 £.
Winslet a été incluse dans la liste des plus belles personnes en 2005 par le magazine People. Sa beauté et son sex-appeal ont été repris par plusieurs autres publications, y compris les magazines Harper's Bazaar, Who et Empire. Elle a dit qu'elle ne souscrivait pas à l'idéal de beauté d'Hollywood et qu'elle utilise sa célébrité pour donner aux femmes les moyens d'accepter leur apparence avec fierté. Elle s'est prononcée contre le Botox et la chirurgie plastique. Dans un effort pour encourager le vieillissement naturel, elle a formé la British Anti-Cosmetic Surgery League, aux côtés de ses collègues actrices Emma Thompson et Rachel Weisz. Elle demande aux magazines et aux marques de ne pas lisser numériquement ses rides sur les photographies,. Winslet est réticente à discuter de l'écart de rémunération entre les hommes et les femmes dans l'industrie cinématographique, car elle n'aime pas parler publiquement de son salaire. Elle a exprimé une aversion pour les événements de presse élaborés et les événements sur tapis rouge, les qualifiant de gaspillage d'argent.
En 2009, Forbes a annoncé que son salaire annuel s'élevait à 2 millions de dollars, dont la majorité provenait de ses contrats de sponsoring. La même année, le UK Film Council a calculé qu'elle avait gagné 20 millions de livres sterling grâce à ses rôles d'actrice depuis 1995. Elle a été nommée l'une des 100 personnes les plus influentes au monde par le magazine Time en 2009 et 2021,. Le musée Madame Tussauds à Londres a dévoilé une statue de cire de Winslet en 2011. L'année suivante, elle reçoit un César d'honneur et en 2014, elle a reçu une étoile sur le Hollywood Walk of Fame,. Winslet obtient l'Ordre de l'Empire britannique lors du 2012 Birthday Honours pour ses services dans l'art dramatique.

## Vie privée

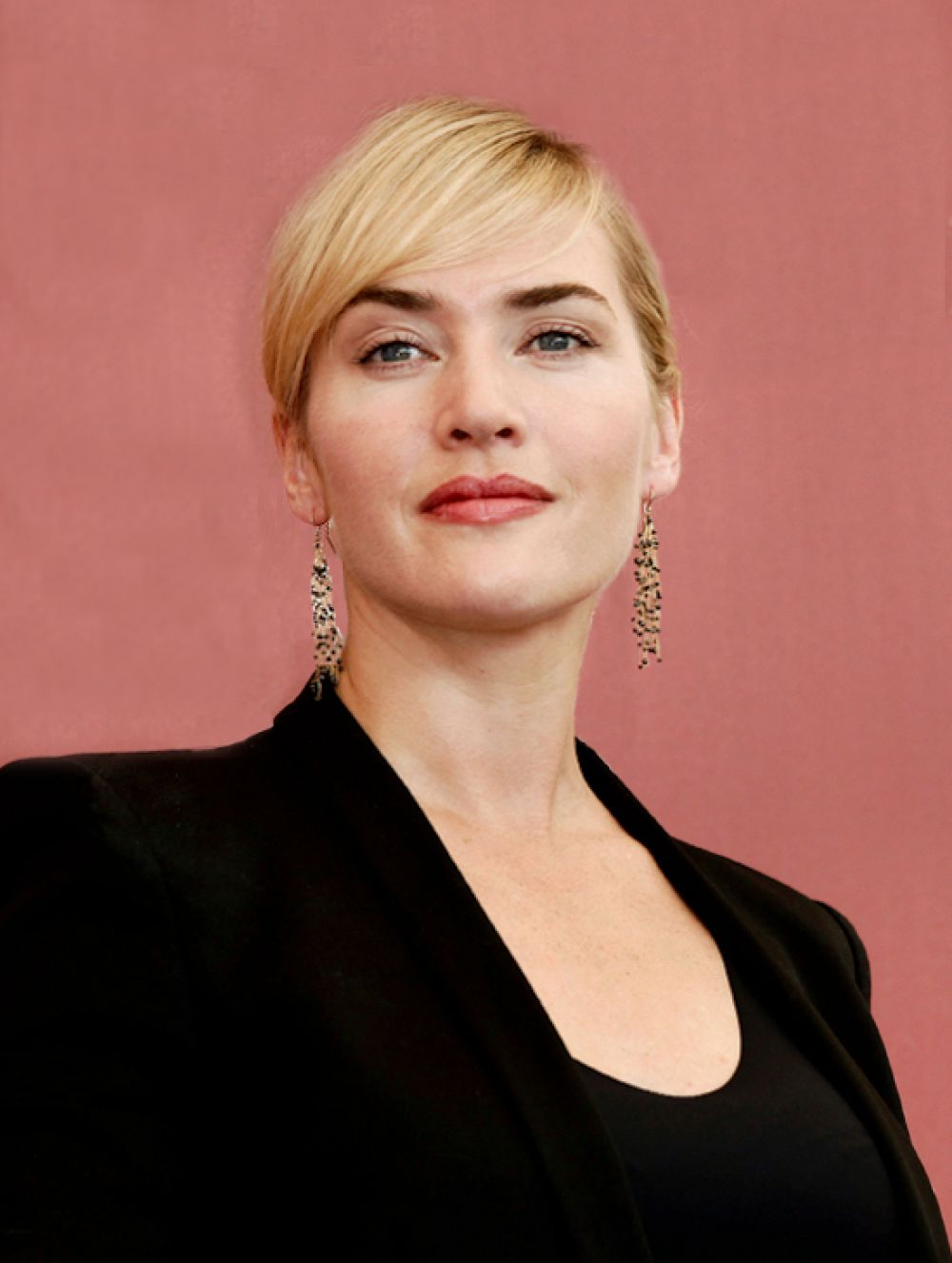
L'actrice en 2011.

L'un des amis proches de Kate Winslet est Leonardo DiCaprio, avec qui elle a tourné dans Titanic et Les Noces rebelles. Pour symboliser leur amitié depuis 1996, Leonardo DiCaprio lui a offert une bague en or gravée : très chère aux yeux de Kate, elle ne quitte pas la main de celle-ci, à côté de son alliance.
Alors qu'elle était sur le tournage de la série Dark Season, en 1991, Kate Winslet a rencontré l'acteur et auteur Stephen Tredre, de douze ans son aîné, avec qui elle a eu une relation durant quatre ans et demi,. Winslet et Tredre sont restés proches après leur séparation en 1995. Tredre étant mort d'un cancer des os pendant la semaine de la sortie de Titanic, l'actrice préfère alors ne pas assister à la première du film à Los Angeles, pour être présente à ses funérailles qui se tiennent à Londres. Dans une interview en 2008, elle a admis n'avoir jamais surmonté le décès de Tredre.
Le 22 novembre 1998, Kate Winslet épouse Jim Threapleton (en), qu'elle a rencontré sur le tournage de Marrakech Express, en 1997, alors qu'il est assistant réalisateur,. Le mariage a eu lieu dans la ville natale de l'actrice, Reading. Le couple a une fille nommée Mia Honey Threapleton, née le 12 octobre 2000 à Londres. Ils divorcent le 13 décembre 2001. Décrivant son mariage avec Threapleton comme un « gâchis », Winslet a dit plus tard qu'elle avait perdu le contrôle de ses instincts pendant cette période,.
Après son divorce, Winslet commence une relation avec le réalisateur Sam Mendes, rencontré alors qu’il lui a offert un rôle dans une pièce de théâtre, qu'elle a décliné, avant qu'elle ne commence à sortir avec lui. Consternée par la façon dont les tabloïds britanniques ont dépeint sa vie privée, elle déménage à New York. Winslet épouse Mendes le 24 mai 2003 sur l'île d'Anguilla. Avec Mendes, elle donne naissance à son deuxième enfant, un garçon nommé Joe Alfie Winslet Mendes, né le 22 décembre 2003 à New York. La famille a partagé son temps entre New York et de fréquentes visites à son domaine dans les Cotswolds, en Angleterre. Au milieu des spéculations médiatiques intenses sur une liaison entre Mendes et l'actrice Rebecca Hall, le couple a annoncé sa séparation le 15 mars 2010 puis son divorce, ,. Winslet a admis avoir le cœur brisé par la séparation, mais a affirmé sa détermination à protéger ses enfants des conséquences éventuellement néfastes de ses ruptures conjugales.

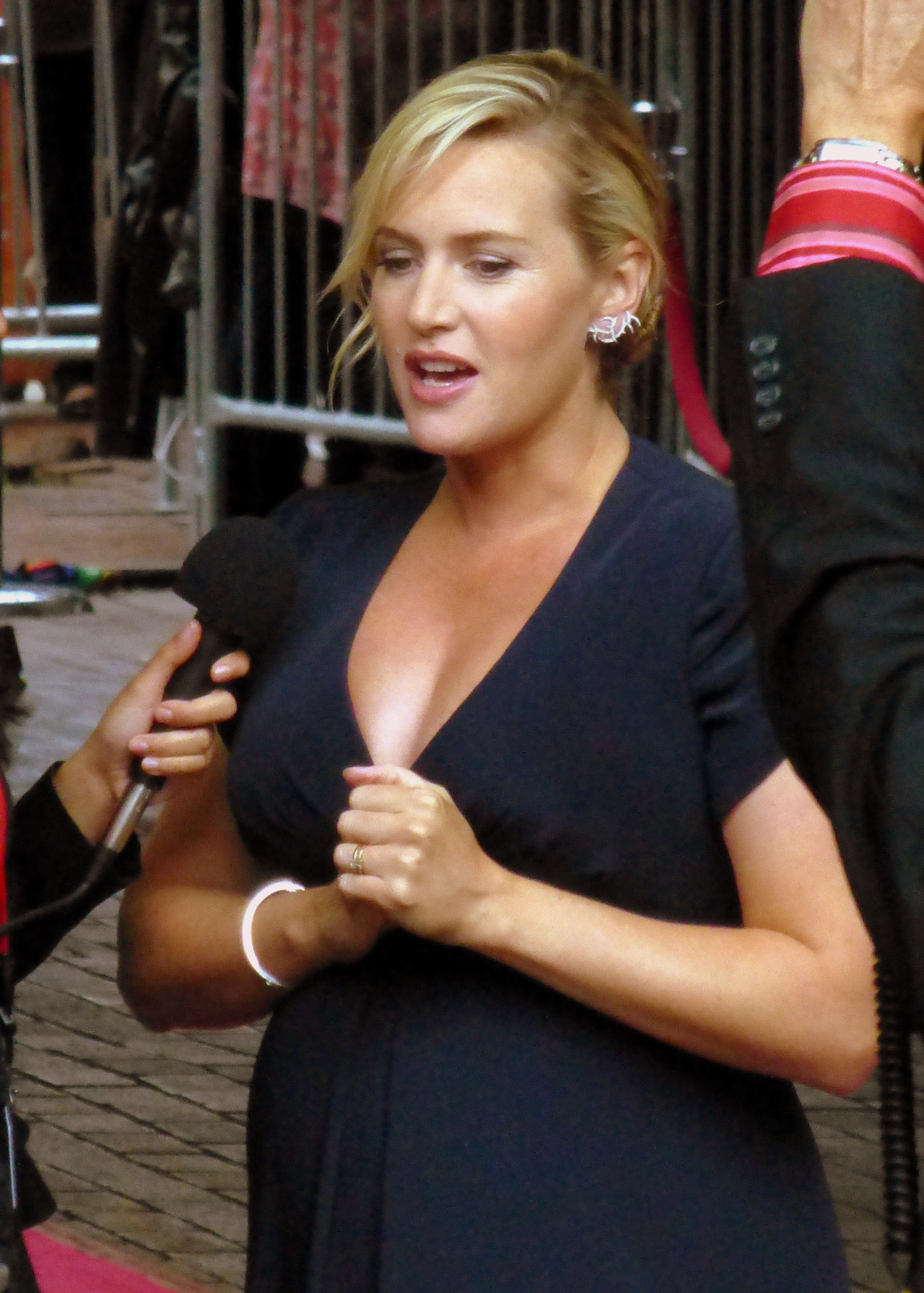
L'actrice, enceinte de son troisième enfant, à la première de Last Days Of Summer au TIFF 2013.

Winslet fréquente un mannequin de Burberry, Louis Dowler, de 2010 à 2011,. En août 2011, un incendie éclate dans une résidence de Necker Island, petite île privée des îles Vierges britanniques appartenant à Richard Branson, où séjournent le couple et les enfants de Kate Winslet. L'incendie cause des dégâts importants à la maison, mais il n'y a aucun blessé. Winslet et Dowler se séparent au cours de ces vacances.
Depuis 2011, elle partage la vie du neveu de Richard Branson, Edward Abel Smith (qui était légalement connu sous le nom de Ned Rocknroll de 2008 à 2019 ), rencontré au cours des vacances au domaine de Branson, qu'elle épouse en décembre 2012, à New York, dans la plus grande intimité. Elle donne naissance, le 7 décembre 2013, à un garçon nommé Bear Blaze Winslet,.
Après son retour en Angleterre, Winslet a acheté une propriété d'une valeur de 3,25 millions de livres sterling au bord de la mer à West Wittering, dans le Sussex, où elle vit avec Smith et ses enfants à partir de 2015. Dans une interview de 2015, elle a commenté à quel point elle aimait vivre à la campagne.
Winslet a déclaré qu'en dépit de trois mariages avec des enfants de pères différents, et donc malgré une structure familiale qui pourrait être perçue comme « non conventionnelle dans une certaine mesure », elle ne l'en considère pas moins simplement comme une famille à part entière ,.
Ainsi, elle refuse des emplois qui l'éloigneraient de ses enfants pendant de longues périodes et aime planifier ses engagements de tournage autour de leurs vacances scolaires. En discutant de son style parental, elle a dit qu'elle aimait préparer les déjeuners et emmener ses enfants à l'école.
En avril 2021, Winslet dénonce l'homophobie à Hollywood, affirmant qu'elle connaissait « au moins quatre acteurs cachant absolument leur sexualité ». Elle a en outre déclaré qu'elle était fière d'avoir joué un rôle gay dans Ammonite et a poursuivi en disant : « Je ne peux pas vous dire le nombre de jeunes acteurs que je connais - certains bien connus, certains débutants - qui ont peur que leur sexualité soit révélée et que cela les empêchera de jouer des rôles hétéros. Maintenant, c'est foutu »,.

## Autres activités

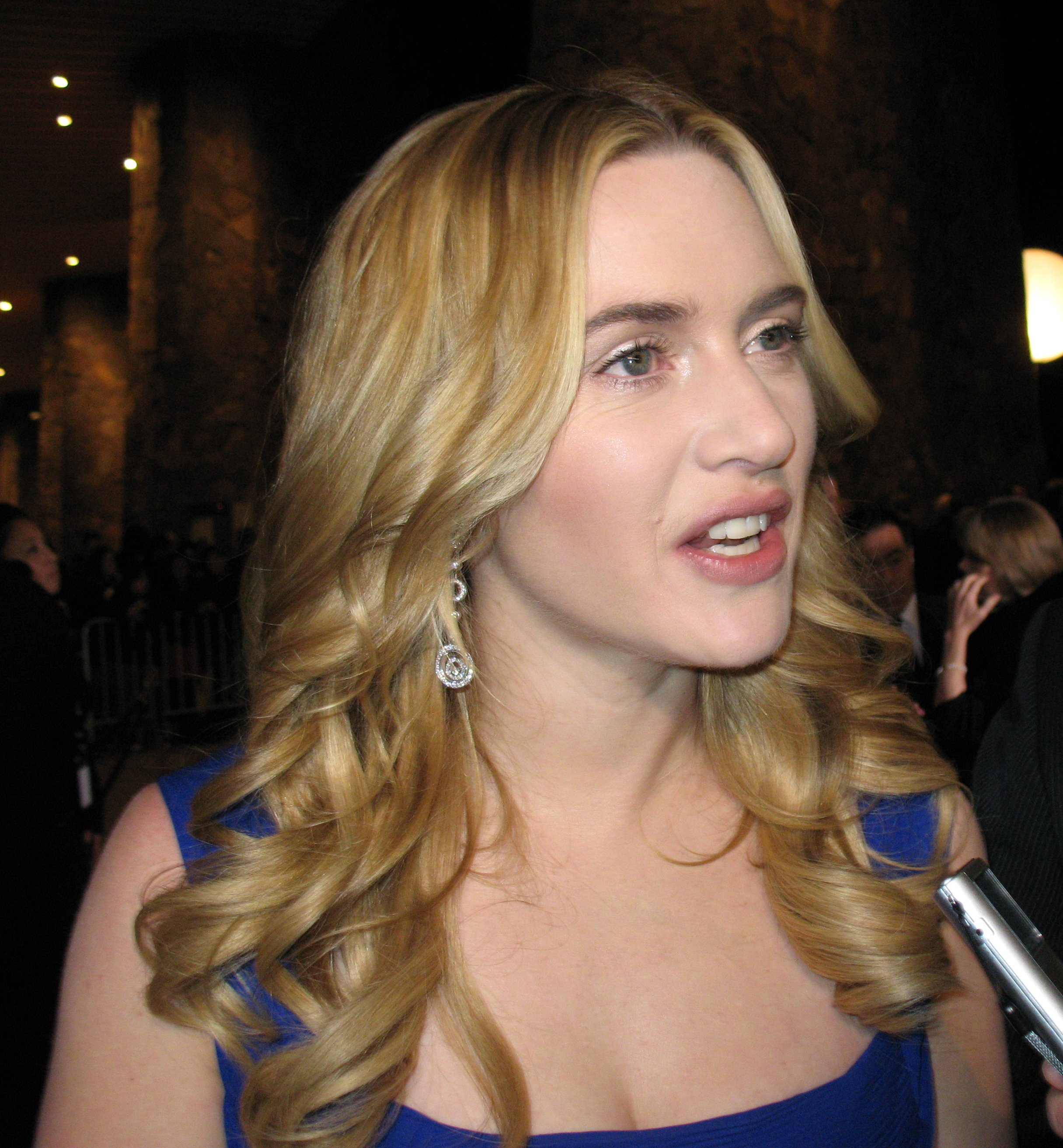
Winslet au Festival de Palm Springs en 2007.

Winslet a apporté son soutien à plusieurs organismes de bienfaisance et causes, ainsi que des dons financiers et des articles pour les enchères,,. En 2006, elle est devenue la patronne d'un organisme de bienfaisance basé à Gloucester, le Family Haven, qui fournit des services de conseil aux familles vulnérables. La même année, des enveloppes faites à la main conçues par Winslet ont été vendues aux enchères pour la campagne « Pushing the Envelope » créée par le National Literacy Trust. Winslet est l'une des célébrités à participer à une vente aux enchères en 2007 pour collecter des fonds pour l'Afghanistan Relief Organization. En 2009, elle a contribué au Butterfly Book, une compilation de gribouillis réalisés par plusieurs célébrités, afin de récolter des fonds pour la recherche sur la leucémie.
En 2009, Winslet a narré la version anglaise d'un documentaire islandais intitulé A Mother's Courage: Talking Back to Autism, sur Margret Ericsdottir, dont l'enfant Keli Thorsteinsson est autiste non verbal. Inspirée par l'histoire, elle s'est associée à Ericsdottir en 2010 pour former une ONG nommée Golden Hat Foundation. L'organisation vise à sensibiliser à l'autisme et a été nommée d'après un poème écrit par Thorsteinsson,. En tant qu'ambassadrice des marques de luxe Lancôme et Longines, Winslet s'est associée à ces entreprises pour faire connaître et financer la fondation. Elle crée une collection de maquillage pour Lancôme en 2011 et en 2017, elle dessine une nouvelle montre pour Longines,,.
En 2012, Winslet a écrit un livre sur l'autisme, intitulé The Golden Hat: Talking Back to Autism, qui a été publié par Simon & Schuster. Il contient de la correspondance entre Winslet et Ericsdottir, des déclarations personnelles de diverses célébrités et des contributions de Thorsteinsson. Un critique pour Publishers Weekly a loué le livre pour sa « chaleur et sa sincérité ». Les Nations unies ont présenté le livre lors d'une cérémonie à l'occasion de la Journée mondiale de la sensibilisation à l'autisme de 2012. Pour son travail avec la Golden Hat Foundation, Winslet a reçu le prix Yo Dona de l'Espagne pour le meilleur travail humanitaire.
Winslet a raconté une vidéo pour PETA en 2010 qui montrait la cruauté envers les animaux dans la production de foie gras. Elle a encouragé les chefs à retirer l'article de leur menu et a exhorté les consommateurs à le boycotter. En 2015, elle a apporté son soutien à la campagne de l'UNICEF World's Largest Lesson, qui sensibilise les enfants au développement durable et à la citoyenneté mondiale. Taquinée quand elle était enfant pour son poids, Winslet prend position contre la honte corporelle et l'intimidation. Elle a fait la narration du court-métrage d'animation australien nommé Daisy Chain (2015), sur une victime de cyberintimidation. En 2017, Winslet s'est associé à la fondation environnementale de Leonardo DiCaprio pour une collecte de fonds sur le réchauffement climatique. Aussi cette année-là, DiCaprio et elle ont vendu aux enchères un dîner privé avec eux-mêmes pour collecter des fonds pour le traitement du cancer d'une femme britannique. Winslet s'est associée à Lancôme et au National Literacy Trust en 2018 pour lancer un programme visant l'éducation des femmes défavorisées au Royaume-Uni. En 2020, Winslet a lu une histoire avant d'aller au lit dans le cadre de Save with Stories pour collecter des fonds pour l'appel d'urgence de Save the Children sur le coronavirus.

## Filmographie

### Cinéma

#### Actrice

##### Années 1990
- 1994 : Créatures célestes (Heavenly Creatures) de Peter Jackson : Juliet Hulme
- 1995 : Un visiteur chez le roi Arthur[n 3] (A Kid in King's Arthur's Court) de Michael Gottlieb : la princesse Sarah
- 1995 : Raison et Sentiments (Sense and Sensibility) de Ang Lee : Marianne Dashwood
- 1996 : Jude de Michael Winterbottom : Sue Bridehead
- 1996 : Hamlet de Kenneth Branagh : Ophélie
- 1997 : Titanic de James Cameron : Rose DeWitt-Bukater (jeune)
- 1998 : Marrakech Express (Hideous Kinky) de Gillies MacKinnon : Julia
- 1999 : Holy Smoke de Jane Campion : Ruth Barron

##### Années 2000
- 2000 : Quills, la plume et le sang (Quills) de Philip Kaufman : Madeleine LeClerc
- 2001 : Iris de Richard Eyre : Iris Murdoch (jeune)
- 2001 : Enigma de Michael Apted : Hester Wallace
- 2003 : La Vie de David Gale (The Life of David Gale) d'Alan Parker : Elizabeth « Bitsey » Bloom
- 2004 : Eternal Sunshine of the Spotless Mind de Michel Gondry : Clementine Kruczynski
- 2004 : Neverland (Finding Neverland) de Marc Forster : Sylvia Llewelyn Davies
- 2005 : Romance and Cigarettes de John Turturro : Tula
- 2006 : Les Fous du roi (All the King's Men) de Steven Zaillian : Anne Stanton
- 2006 : Little Children de Todd Field : Sarah Pierce
- 2006 : The Holiday de Nancy Meyers : Iris Simpkins
- 2008 : Les Noces rebelles (Revolutionary Road) de Sam Mendes : April Wheeler
- 2009 : The Reader de Stephen Daldry : Hanna Schmitz

##### Années 2010
- 2011 : Contagion de Steven Soderbergh : Erin Mears
- 2011 : Carnage de Roman Polanski : Nancy Cowan
- 2013 : My Movie Project (sketch The Catch) (Movie 43) de Peter Farrelly : Beth
- 2013 : Last Days of Summer (Labor Day) de Jason Reitman : Adele Wheeler
- 2014 : Divergente (Divergent) de Neil Burger : Jeanine Matthews
- 2015 : Les Jardins du roi (A Little Chaos) de Alan Rickman : Sabine De Barra
- 2015 : Divergente 2 : L'Insurrection (Insurgent) de Robert Schwentke : Jeanine Matthews
- 2015 : Haute Couture (The Dressmaker) de Jocelyn Moorhouse : Tilly Dunnage
- 2015 : Steve Jobs de Danny Boyle : Joanna Hoffman
- 2016 : Triple 9 de John Hillcoat : Irina Vlaslov
- 2016 : Beauté cachée (Collateral Beauty) de David Frankel : Claire Wilson
- 2017 : La Montagne entre nous (The Mountain Between Us) de Hany Abu-Assad : Alex Martin
- 2017 : Wonder Wheel de Woody Allen : Ginny Rannell
- 2019 : Blackbird de Roger Michell : Jennifer

##### Années 2020
- 2020 : Ammonite de Francis Lee : Mary Anning
- 2022 : Avatar : La Voie de l'eau (Avatar: The Way of Water) de James Cameron : Ronal
- 2023 : Lee Miller d'Ellen Kuras : Lee Miller

Prochainement
- 2025 : Avatar : De Feu et de Cendres de James Cameron : Ronal
- 2025 : Goodbye June d'elle-même : rôle indeterminé

#### Productrice

##### Années 2020
- 2023 : Lee Miller d'Ellen Kuras

#### Réalisatrice
- 2025 : Goodbye June

### Télévision

#### Séries télévisées
- 1991 : Dark Season : Reet
- 1992 : Anglo Saxon Attitudes (mini-série) : Caroline Jennington, 1 épisode
- 1992-1993 : Get Back : Eleanor Sweet
- 1993 : Casualty : Suzanne, 1 épisode
- 2005 : Extras : elle-même, 1 épisode
- 2011 : Mildred Pierce (mini-série) de Todd Haynes : Mildred Pierce
- 2021 : Mare of Easttown (mini-série) : Mare Sheehan — également productrice déléguée
- 2022 : I Am... : Ruth, 1 épisode
- 2024 : The Regime (mini-série) de Stephen Frears : la chancelière Kanzlerin — également productrice déléguée

#### Télé réalité
- 2015 : En pleine nature avec Bear Grylls (Star vs Wild) : elle-même (saison 2, épisode 3)

### Doublage
Note : Kate Winslet a doublé plusieurs personnages dans des films d'animations ou documentaires.

#### Films
- 2020 : Black Beauty de Ashley Avis : Black Beauty

#### Film d'animation
- 1999 : Le Cercle enchanté (Faeries) de Gary Hurst : Brigid
- 2001 : Un chant de Noël (Christmas Carol : The Movie) de Jimmy T. Murakami : Belle
- 2002 : La Guerre n'est pas leur jeu (War Game) de Dave Unwin : Mum / Annie (court-métrage)
- 2006 : Souris City (Flushed Away) de David Bowers et Sam Fell : Rita Malone
- 2016 : Daisy Chain de Galvin Scott Davis : Buttercup Bree (court-métrage)
- 2016 : The Lost Letter de Kealan O'Rourke : narratrice (court-métrage)
- 2017 : Mary et la fleur de la sorcière (Mary and the Witch's Flower) d'Hiromasa Yonebayashi : Madame Mumbletchuk
- 2019 : Manou à l'école des goélands (Manou the Swift)	d'Andrea Block et Christian Haas : Blanche
- 2020 : Baba Yaga de Mathias Chelebourg et Eric Darnell : Baba Yaga (court-métrage)

#### Téléfilms
- 2004 : Le Clan des rois (Pride) de John Downer : Suki [n 4]

#### Série télévisée
- 2019-... : La Vallée des Moomins (Moominvalley) : Mrs. Fillyjonk (6 épisodes)

#### Narration
- 2006 : Deep Sea de Howard Hall : narratrice (documentaire)
- 2007 : Le Renard et l'Enfant de Luc Jacquet : narratrice dans la version anglaise[n 5]
- 2009 : Sólskinsdrengurinn de Friðrik Þór Friðriksson : narratrice (documentaire)
- 2018 : Buttons de Tim Janis : narratrice

## Distinctions

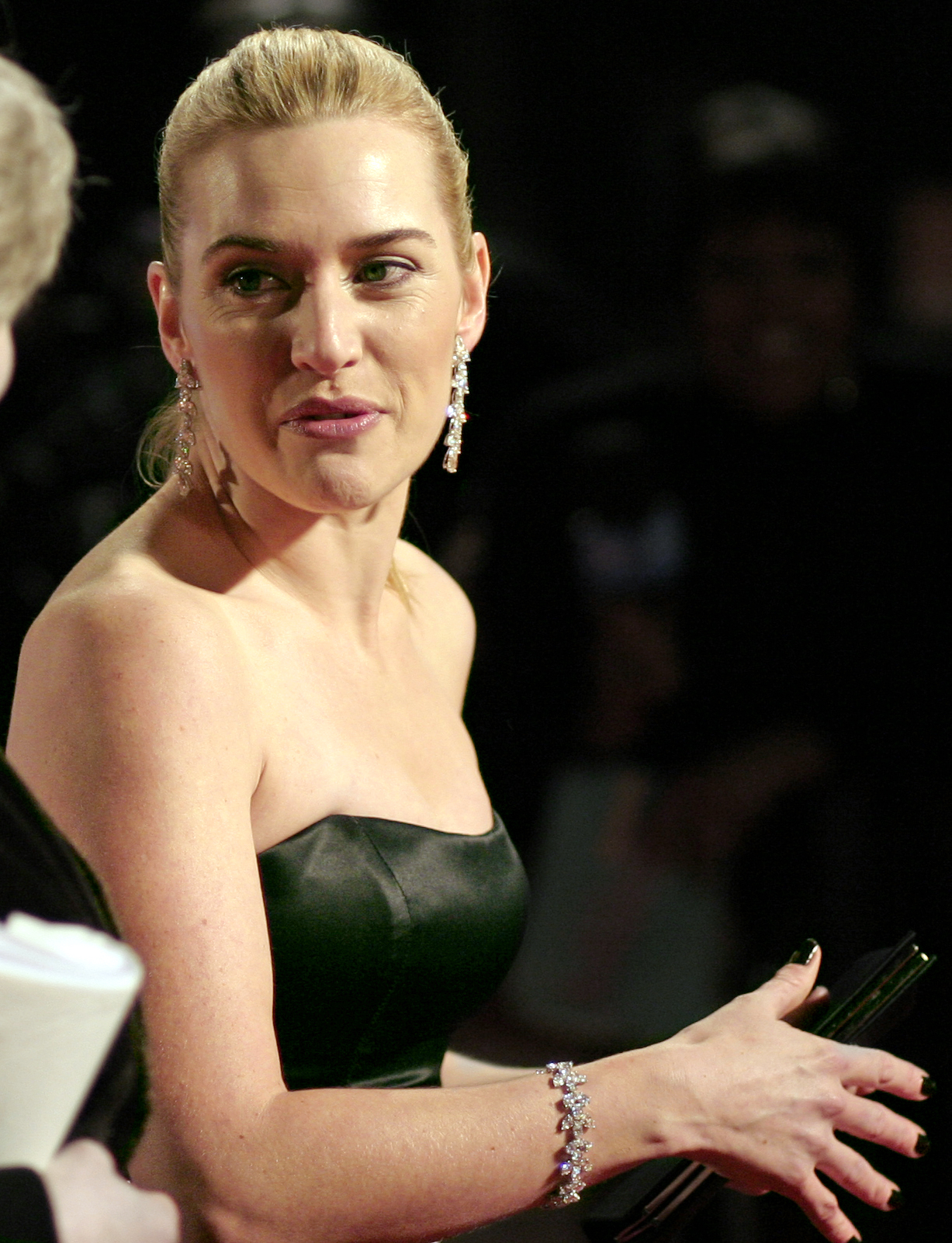
L'actrice aux BAFTA 2007, pour Little Children, à Londres.

Actrice talentueuse et reconnue par la critique, Kate Winslet s'est vue sélectionnée et récompensée de nombreuses fois lors des principales remises de prix cinématographiques.
Elle a été reconnue à sept reprises par l'Academy of Motion Picture Arts and Sciences pour les performances suivantes:
- Oscars 1996 : Meilleure actrice dans un second rôle pour Raison et Sentiments (nommée)
- Oscars 1998 : Meilleure actrice pour Titanic (nommée)
- Oscars 2002 : Meilleure actrice dans un second rôle pour Iris (nommée)
- Oscars 2005 : Meilleure actrice pour Eternal Sunshine of the Spotless Mind (nommée)
- Oscars 2007 : Meilleure actrice pour Little Children (nommée)
- Oscars 2009 : Meilleure actrice pour The Reader (récompensée)
- Oscars 2016 : Meilleure actrice dans un second rôle pour Steve Jobs (nommée)

Winslet a remporté trois BAFTA dans les catégories meilleure actrice pour The Reader (2009) et meilleure actrice dans un second rôle pour Raison et Sentiments (1996) et Steve Jobs (2016). Elle a également remporté deux Primetime Emmy Awards dans la catégorie meilleure actrice dans une mini-série ou un téléfilm pour Mildred Pierce (2011) et Mare of Easttown (2021) ainsi que le Grammy Award du meilleur livre audio pour enfants pour Listen to the Storyteller (1999),. Winslet a reçu cinq Golden Globes de la Hollywood Foreign Press Association, remportant celui de la meilleure actrice dans un second rôle dans un film pour The Reader et Steve Jobs, meilleure actrice dans un film dramatique pour Les Noces rebelles et meilleure actrice dans une mini-série ou un téléfilm pour Mildred Pierce et Mare of Easttown.
Elle fait partie des rares actrices à avoir remporté trois des quatre principaux prix de divertissement américains, l'EGOT,, c'est-à-dire un cumul de récompenses dans les quatre arts majeurs que constitue la télévision (E pour Emmy Awards, qu'elle a remporté pour Mildred Pierce et Mare of Easttown), la musique (G comme Grammy Awards, qu'elle a remporté pour le livre audio Listen to the Storyteller), le cinéma (le O des Oscars, qu'elle a remporté en 2009 pour The Reader) et le théâtre (T comme Tony Awards, la seule récompense qui lui manque).
Le 17 mars 2014, Kate Winslet se voit attribuer une étoile sur le célèbre Hollywood Walk of Fame.

## Voix francophones
En version française, Anneliese Fromont est la voix française régulière de Kate Winslet depuis le film Hamlet en 1996. Parmi les autres films et séries dans lesquelles elle lui prête sa voix, il y a notamment Titanic, Eternal Sunshine of the Spotless Mind, Les Noces rebelles, The Reader, Last Days of Summer, Steve Jobs, La Montagne entre nous et la mini-série Mare of Easttown.
En parallèle, Rafaèle Moutier la double sporadiquement dans Raison et Sentiments, Little Children, Les Fous du roi, Wonder Wheel et Le Régime ainsi que par Armelle Gallaud qui lui prête sa voix dans Contagion, Divergente, Divergente 2 et Beauté cachée.
À titre exceptionnel, elle a été doublée par Aurélia Bruno dans Créatures célestes, Marie-Laure Dougnac dans Marrakech Express, Marjorie Frantz dans Mildred Pierce et Irène Jacob dans Carnage.
En version québécoise, Valérie Gagné est la voix québécoise la plus régulière de l'actrice, l'ayant doublé dans Voyage au pays imaginaire, Les Enfants de chœur, Le liseur, les films Divergente
, Beauté cachée, Haute couture, La Montagne entre nous et Ammonite
. Christine Bellier est sa voix dans Créatures célestes, Titanic et Du soleil plein la tête tandis qu'elle est doublée de manière exceptionnelle par Viviane Pacal dans Les Vacances, Linda Roy dans Poèmes pour Iris et Camille Cyr-Desmarais dans Contagion.
- Versions françaises :
  - Anneliese Fromont : Titanic, Eternal Sunshine of the Spotless Mind, The Reader, Steve Jobs, la mini-série Mare of Easttown, etc.
  - Rafaèle Moutier : Raison et Sentiments, Little Children, Les Fous du roi, etc.
  - Armelle Gallaud : Contagion, Divergente, Divergente 2 : L'Insurrection, Beauté cachée

- Versions québécoises (la liste indique les titres québécois) :
  - Valérie Gagné : Voyage au pays imaginaire, Les Enfants de chœur, Le Liseur, Haute couture, Ammonite, etc
  - Christine Bellier : Créatures célestes, Titanic, Du soleil plein la tête.